# 愛天使伝説ウェディングピーチ
『愛天使伝説ウェディングピーチ』（あいてんしでんせつウェディングピーチ）は、漫画とテレビアニメを中心に展開された富田祐弘の原作・原案のメディアミックスプロジェクト作品。メディア展開の企画はテンユウ（TENYU）によって取り仕切られた。
原作として扱われる漫画版は、小学館の少女漫画雑誌『ちゃお』に連載され、作画は谷沢直が担当していた。テレビアニメ版は湯山邦彦を監督として漫画版の連載開始から1年後にテレビ東京系列局で放送され、漫画版の終了とほぼ同時期に終了した。全51話。
漫画版とテレビアニメ版の終了後には、OVA『ウェディングピーチDX』（ウェディングピーチ デラックス）全4話が発売された(現在は廃盤)。

## 概要
テレビアニメ『美少女戦士セーラームーン』の初代シリーズ構成およびメイン脚本担当者の富田祐弘が、以前の仕事で付き合いのあった日本アドシステムズ（子会社であるテンユウを含む。『ゲンジ通信あげだま』など）を中心として、トミー（現在のタカラトミー。『伝説巨神イデオン』など）や小学館（『超時空要塞マクロス 愛・おぼえていますか』小説版など）などの支援を得て立ち上げた戦闘美少女もののオリジナル企画作品。アニメ版の企画初期より、『セーラームーン』の初代キャラクターデザイナーである只野和子が関わっている。この経緯から、『セーラームーン』の実質的な派生・姉妹作品として扱われることもある。
ただし、企画そのものは本作開始の7年以上前（1988年以前）から富田自身が試行錯誤を繰り返しながら温めていたものである。企画当初は後述もするように「植物と自然をベースとした天使と悪魔の戦い」と、それに絡む『ロミオとジュリエット』をオマージュ元に置いた「ラブロマンス」という2つの要素を主軸に置いた企画としてスタートしたもので富田としては当初、小説（ライトノベル）として発表することを考えていた作品であった。その後、独自性を模索する中で当時の日本ではまだあまり知られていなかった結婚式に使われるサムシング・フォーの事を知って「まだ誰も知らないならばモチーフに使える」と考えて、これをもうひとつの要素としてラブロマンスにミクスチャーすることで「愛情」というテーマに行き当たり、さらに1990年代のアニメブーム（アニメバブル）の勢いに乗ってアニメ企画の素案へと動いたものである。
本作は特に基礎的な恋愛と愛情（主には異性愛を中心に置いた、愛情の継承・多様な恋愛の形質など）を主要素として置いており、主人公を中心とした物語の初期からの登場となる3人の少女たちには、それぞれ個々に異なる恋愛模様や愛情の形を示すストーリーラインが与えられている。また、富田は本作の主テーマを「一途な愛」である、としている。そして彼女ら主人公たちは、自身の愛情の究極の顕現として防護形態を兼ねたウェディングドレスをまとい、そこからさらに「お色直し」をする事で、防護を弱めて攻撃に特化した戦闘服へと可逆の再変身を行える。他にもサムシング・フォー、乾杯アクション、花束(ブーケ)贈呈、結納返しなど「愛情の究極の形」としての結婚（結婚式）を意識し、これをモチーフとして各所に取り入れたアクションやストーリーによる制作がなされている。
一方で企画当初の設定においては、いわゆる自然破壊を起点に置いた、自然の暴走によって生まれた自然公害をモチーフとする「悪魔」と、そうした存在に脅かされる植物をモチーフとする「天使」という構図で製作が進められていた。主人公たちに植物の意匠が設けられている事、当初に登場する敵の名が「プリュイ」「レインデビラ」と、それぞれに「雨」がつく のは、企画当初に酸性雨およびそれが原因で起こる公害（植物枯死による農林被害）のイメージがあったためで、その名残である。
2016年に韓国のコスメティックメーカーであるETUDE HOUSE（エチュードハウス）より、コラボレーションコスメが発売された。

### 原作漫画版
アニメ放映に先駆け、漫画版が小学館の『ちゃお』ならびに同社の刊行する各学年誌・幼年誌に連載された。連載期間は各雑誌によって異なるが、もっとも代表的な『ちゃお』版の期間は1994年3月号からアニメ放映終了年の1996年4月号まで。原作担当は富田祐弘、執筆作画担当は谷沢直。漫画連載版のタイトルには『愛天使伝説』の文字は無く、その代わりとして『愛の超天使伝説』のサブタイトルがつけられている。コミックスにおいてはこれらのサブタイトルは全て削除され『ウェディングピーチ』のみのタイトルで書籍化された。ちゃお連載分については、小学館・ちゃおフラワーコミックスから単行本全6巻が発刊され、その後、北米・西欧域などで翻訳版が発刊された。
アニメ企画から漫画版が作られてはいるが、通常においてはウェディングピーチはちゃお漫画版を原作とする（いわゆる原著作権を付与された漫画化作品である）。また、原作者の富田と谷沢は、アニメ版ピーチにおいてもそれぞれメイン脚本家（富田）、ゲストキャラクターデザイン（谷沢）としてスタッフ参加している。

### 学年誌漫画版
小学館の幼年誌・学年誌では、1994年度と1995年度に『幼稚園』『小学一年生』『小学二年生』『小学三年生』『小学四年生』で漫画連載された。作画担当者は各誌で異なり、『小三』では原作漫画担当者の谷沢直が、『幼稚園』では此路あゆみが、『小一』ではうえだ未知（10月号以降は、渡辺真由美・KSS作画によるアニメ絵柄に変更されている）が、『小二』では藤井みどりが、『小四』ではたちばな真未が担当した。
単行本は、1994年度版『小四』に連載されていたものがてんとう虫コミックススペシャルより『愛天使伝説ウェディングピーチ 愛天使誕生編』のタイトルで発売された。内容は原作版のプリュイ編（原作単行本3巻の中盤まで。初期設定状態の愛天使たちがアニメに準じたコスチュームにパワーアップするまでの内容）を叩き台にしたものが使用されている。一方、谷沢の担当した1994年度の『小三』と1995年度の『小四』に連載されていたものに関しては、海外版のみにおいて既述した原作版の「第7巻」として単行本化されている。内容は「プリュイ（氷室）編→イグニス編→ポタモス編→ヴィエント（カチューシャ）編→最終決戦」となっており、たくろうが登場しないなどの簡略化が成されている。
原作漫画担当者の谷沢と『小四』版担当者のたちばなは、テレビアニメ版の放送時期に2人で同人サークル「まんどりる」を結成し、アニメ版ピーチのギャグ中心同人誌『爆裂桃嫁』を執筆・発行・頒布した。

## あらすじ
聖花園学園中等部に通う花咲ももこは新聞部に在籍する夢見る中学生。同じく新聞部に在籍する谷間ゆりと珠野ひなぎくの2人と共に部活動の一環としてサッカー部の試合を見に行き、憧れの柳葉和也先輩の取材を行おうとしたが、同学年の補欠キーパー・風摩ようすけに対個人取材についてダメ出しをされ、仕方なく試合会場を後にした。
その帰り道、三人はプリュイと名乗る怪しい男に襲われる。プリュイは使い魔のじゃ魔ピーを気絶したひなぎくとゆりに取り憑かせ、ももこを襲わせる。プリュイの狙いはももこがいつも指にはめている、母の形見の指輪だった。ももこは窮地に陥ったが、天空より現れた天使リモーネによって助けられる。リモーネから聖手鏡（セント・ミロワール）なるミラーコンパクトを渡されて開くとそこには天使たちの長たる女神・アフロディーテの姿が現れる。ももこは「愛天使ウェディングピーチ」に変身して友を救うようにと促され、導きに従い愛天使に変身して敵を撃退した。ももこの指輪は天使界を支える聖なるアイテムである「セント・サムシング・フォー」の1つだった。悪魔たちの狙いは「セント・サムシング・フォー」の破壊であり、これが成されれば、あらゆる世界から愛が失われ、全てが憎しみと破壊の闇に閉ざされるという。
後に仲間となる愛天使たちも見つけ出し、ももこたちは世界の愛とそれを支える「セント・サムシング・フォー」を守り、探し出すために悪魔を浄化する戦いに身を投じていくことになる。

## 登場人物

### メインキャラクター
花咲 ももこ（はなさき ももこ） / ウェディングピーチ
声 - 氷上恭子
本作の主人公。1983年3月3日生まれ。身長154センチ・メートル。体重40キロ・グラム。スリーサイズはB75、W57、H78センチ・メートル。血液型はO型。好きな色は桃色。好きな食べ物はアイスクリーム。趣味は写真撮影。苦手な教科は地理。
聖花園学園中等部に通う1年生で、自称「恋する乙女」。新聞部に所属。明るく社交的で、おっちょこちょいな所もある単純明快な性格。やや天然。持ち前の心優しさは長所でもあり短所で、災いと化すことも。ヘマをやらかした際に言う「ほてきゅーん…」が口癖。ひなぎくいわく料理は下手らしいが、実際には結構手先は器用。容姿はピンクのロングヘアで、頭の左右に黄色いリボンをしている。
父親はカメラマンで、父の助手をすることもある。自分が幼い頃、急にいなくなった母親が残していった指輪を大切にしているが、それが物語の始まりとなる。
風摩ようすけとは、最初はようすけが彼女への想いを紛らわすために「ももピー」、「ももフグ」と呼んで、その度彼女の方もムキになってぶつかってばかりいたが、後にようすけの想いを悟り、次第に相思相愛の関係になり、お互いの愛を強めていった。ようすけの正体が悪魔ヴィエントであることを知ってからは悲しみと辛さに溺れたが、最終的に彼女の優しさがようすけとの確執を終わらせ、共にレインデビラを倒して改めて愛の絆を強めた。
原作者の富田いわく「（前世や出自・血筋という抗い難い運命に対して、あえて抗い自身の愛情を貫くために）戦う（困難に敢然として立ち向かう）ジュリエット」として想定されたキャラクターであり その通りに上述した困難を乗り越えていった。原作のラスト（10年後）ではようすけと結婚する。
谷間 ゆり（たにま ゆり） / エンジェルリリィ
声 - 野上ゆかな
1982年7月7日生まれ。身長162センチ・メートル。体重44キロ・グラム。スリーサイズはB80、W57、H80センチ・メートル。血液型はA型。好きな色は空色。好きな食べ物はプディング。趣味はピアノを弾くこと。得意教科は英語、音楽。苦手な教科は生物（かつて魚の解剖をしたトラウマから）。
ももこの同級生で幼馴染み。新聞部に所属。母方の祖母がフランス人のクォーター。お淑やかな性格をしたお嬢様タイプであるが、愛天使の中では一番気性の激しい少女で、怒ると非常に怖い（ひなぎく自身ゆりは猫を被っていると言っていた他、ゆりの幼馴染で一時期グレていたひとみの前ではため口で話す事もあった）。容姿は茶髪の内分けにしたロングヘアで、頭頂部に2本のアホ毛が付いている。
大金持ちの一人娘で、家はブライダルサロンに特化したブティックを経営しており、家族仲も良好。学校内では抜きん出て成績優秀であり、また料理上手で、ももこたちからの評価も高く、自身はフランス料理が得意。穏やかな口調とは裏腹にたまにナルシストな一面も見せる。
純天使リリィの生まれ変わり。柳葉和也とは、かつての天使と悪魔の戦いにおいてリモーネと純天使リリィの出会いから恋が芽生え、後にリモーネが窮地から救った転生者である彼女と恋愛関係へと発展した。柳葉がリモーネとしての記憶を失った時、一時はショックを受けたが、彼女の懸命な想いが記憶を甦らせ、お互い愛の絆を強めた。
原作のラスト（10年後）では柳葉と結婚する。
珠野 ひなぎく（たまの ひなぎく） / エンジェルデイジー
声 - 宮村優子
1982年5月5日生まれ。身長157センチ・メートル。体重45キロ・グラム。スリーサイズはB78、W55、H80センチ・メートル。血液型はB型。好きな色は緑色。好きな食べ物は寿司、しゃぶしゃぶ。趣味は柔道、空手など日本武道中心の試合観戦。得意な教科は体育。苦手な教科は数学。
ももこの同級生で幼馴染み。新聞部に所属。父曰く「お転婆娘」。男勝りで勝気かつ大雑把な性格。終始、男口調で、一人称は「俺」（但し、柳葉と二人で買い物へ行った際はあえて「私」と呼称していた）。短気で暴力的（一番の被害者はじゃ魔ピー）だが、仲間思いの優しい少女。メンバーの中では性知識が豊富な方。原作では日曜大工など手先が器用という設定だが、アニメでは編み物が不出来などあやしい部分がある。
容姿はアニメでは黄緑色のボブカットで、頭頂部にニワトリの鶏冠に似た形状のクセ毛を持つ。ただし原作版では初期設定の名残により、後頭部に控えめのリボンを付けた、ボブカットに見えるポニーテール（クセ毛も無い）になっており、エンジェルデイジーとなった際にのみ「変身後の姿」としてアニメ版と同じ髪形になる。
家は花屋「フラワー珠野」を営んでおり、家族は江戸っ子気質の両親と弟が一人。
純天使デイジーの生まれ変わり。ももこはようすけ、ゆりは天使リモーネと親しかったことから、自分は柳葉と親しくなろうと目論んでいたが、リモーネの正体が柳葉であることが判明してからはあきらめる。雨野たくろうについては、「ただの幼馴染」と言って意地を張っているが、そんなたくろうのことを人一倍思いやっており、自身が守ってあげたいと思う友達以上の関係である。
原作のラスト（10年後）ではたくろうと結婚する。
スカーレット 小原（スカーレット おはら） / エンジェルサルビア
声 - 今井由香
原作とアニメ版とでは設定が色々と異なっている。
1982年11月3日生まれ（アニメ版では1981年生まれ）。身長162センチ・メートル。体重42キロ・グラム。スリーサイズはB83、W57、H85センチ・メートル。血液型はAB型。好きな色はすみれ色。好きな食べ物はピザ、ラザニア。得意な教科は数学、英語。苦手な教科は国語、古典（帰国子女ということから）。
突如、ももこたちの前に現れた少女。その正体は4人目の愛天使エンジェルサルビア。気性の激しい性格で、悪魔族に対して一切手加減や容赦はせず、あくまで自身の正義を貫き通す。それゆえに、悪を倒さず浄化することがモットーのももこたちとは一時、屈折した関係でいた。特にゆりとひなぎくとの関係は険悪で、一時は戦闘になることもあった。後にももこの説得、ゆりとひなぎくからの罵声を浴びたことから多少は改善されていく。過去の経験から無邪気なももこたちに比べて言動が大人びており、最後までクールなキャラクターであったが、ツンデレな一面も。容姿はウェーブのかかったセミロングの赤髪。
富田祐弘はスカーレットの相手役にプリュイの人間態（後述するひなぎくの相手役のたくろう＝プリュイ案が没になったため）を推していたが、突発的な一過性の提言であったために作画担当の谷沢直は（当時、たくろう＝プリュイ案は表には出ないものの裏設定としては残されておりひなぎくとたくろうの両想い関係への発展がプリュイの決着と認識していたため）当時の担当編集と共に混乱する事となった。それが後述する原作におけるディーンの登場する番外編の執筆に繋がっている。ただ、後に同人誌『爆裂桃嫁』にて「今だったらこうなるかも」と、あくまで「ありえなかったifの可能性に基づくパラレルワールド」として記憶喪失のプリュイと恋に落ちる漫画を掲載している（ただし同作の欄外で「プリュイ(＝たくろう)はひなことひっつく」はずじゃなかったか、という感想も同時に述べている）。
原作版の設定
ももこたちと同じく聖花園学園中等部の生徒で転校生。ももこたちとは同い年。両親は海外で仕事をしているため、家政婦のばあやと共に家で暮らしている。
柳葉和也とは親同士が知人の幼馴染。そのこともあり転校したてで学校に慣れないスカーレットは、よく柳葉に自身のフォローをさせてしまっている（ただし、これは柳葉＝リモーネがスカーレット＝サルビアとの本当の関係（天使としての上司と部下の関係）を隠すために設定した偽経歴である）。
天使界における守護天使、純天使サルビアの転生者で、他の転生者であるひなぎくやゆりと違い、母から受け継いだ「ティアラ」に宿っていた「セント・サムシング・ニュー」のエネルギーに頭脳や魂が刺激され、幼い頃から天使界の記憶を持っていた。その為、悪に対して人間として激しい怒りを燃やすようになる。それゆえ、アニメ版ほどでは無いが、ももこ・ゆり・ひなぎく達と相容れない部分があったが、ももこたちとの感情のぶつかり合いを伴う議論や、ヴィエントおよびウラガーノとの戦いを重ねていく中で自らの頑なな考えに疑問を抱くようになり、最終決戦で風魔家の家族愛を体現してみせたももこの愛の力の顕現を見たことで、自らわだかまりを解いた。
のちに自身を追って日本にやってきたディーン・バトラーについては、彼自身の明るいノリから軽々しい男だと煙たがっていたが、見下されたことを不服に思ったディーンからの非難で罪悪感を抱くようになり、帰国しようとするディーンに惚れ直す。「セント・サムシング・フォー」の導きで彼の元へ訪れ自身の想いを告白、相思相愛につながる。
原作のラスト（10年後）ではディーンと結婚する。
アニメ版の設定
転生を介さずに人間界に降りてきた純粋な天使。かつて死んだ仲間の仇を討つためにサルビア湖より参戦した。人間界では聖花園学園の生徒ではなく、聖ミハエル学園中等部の生徒。ももこたちより1つ年上。
元は慈悲の心を持っていたが、それが原因で悪魔族との戦いの最中に親友を失ってしまったことが、その怒りの源。己の力の回復のためにサルビア湖にて眠りにつき、発現した「セント・サムシング・ニュー」の導きにより目覚める。
原作では前述の通り恋人が出来たが、アニメでは愛天使の中で唯一恋愛に無縁である。
じゃ魔ピー（じゃまピー）
声 - 松本美和
悪魔族の使い魔「おじゃ魔族」の妖精であり、少女漫画に付き物のマスコットキャラクター。
「セント・サムシング・フォー」を狙い始めた当初は悪魔族の言いなりにあらゆる愛を持つ人間にとりつき、悪事を働いていたが、後にピーチの「ブライダル・フラッシュ」の光に包まれ改心。以後は愛天使たちのサポートをするようになる。愛天使たちのサポート後は悪魔族の追跡感知として妖精から悪魔の姿に変わることができる（眼つきや尾の先端が変わる）。また人を気絶させるくらいの多少の電撃が使えるらしい。
体が小さくて柔らかく、バレーボールのような容姿である。そのため、たびたびひなぎくの八つ当たりを受けたり、子供からぬいぐるみに間違われ、体が千切れるほど引っ張られるなど、作中では度重なる戦いで苦しむももこたちとは対照的に、普段から憂き目に遭っている。ダメージが大きいと目が回ってしまい、一時的に気絶する。頭の回転はいまいち鈍いが、悪魔族には精通している。好き嫌いは無く何でも食べられ、特にゆりの手料理が好物である。タヌキと呼ばれると、かなりプライドを傷付けられるらしく、本編でそう呼んだ風摩ようすけに対して、容赦なく鉄拳制裁したことがある。
愛天使たちへの呼び方は「〜様」ではなく「〜ちゃま」と呼ぶ。戦闘時以外の会話では、語尾に「〜でちゅピ」と付けることが多い。
ももこたちが愛天使としての任務をサボると、厳しく叱ったりする「お目付け役」的な一面もある。
アニメオリジナルキャラクターのじゃ魔ッチョとじゃ魔ポンとは幼馴染。

### 愛天使を巡る運命の少年たち
以下の少年たちは遠い将来において愛天使たちと結ばれる運命を持つ。
風摩 ようすけ（ふうま ようすけ） / ヴィエント
声 - 上田祐司 / 少年期 - 池澤春菜
1982年10月31日生まれ。血液型はO型。趣味はサッカー、サッカーの試合観戦。得意教科は数学。
聖花園学園中等部に通うももこの同級生。サッカー部に所属。サッカー部でのポジションはゴールキーパーの補欠だが、その実力は優秀で、プロ選手の梶のシュートを顔面で受け止めるという犠牲の覚悟で防ぐほど。後にレギュラー選手となる。普段は真面目ながらも茶目っ気のある性格だが、指輪を奪われ戦意が喪失していたももこを救うためにアクエルダに対し自ら立ち向かうなど、正義感の強い健気な心の持ち主。
自らの危機に際して異様な力を発揮することがあり、愛天使や悪魔族を当惑させる。ももこの弱点を突く手段としてプリュイにさらわれた際、ピーチの正体がももこであることを知ったが、プリュイとの戦いを終えた後にアフロディーテによって愛天使や悪魔に関する記憶を消される。終盤でその正体は悪魔族の中でも最強といわれる風魔族（アニメ版ではラファール族）の血を引く「戦士ヴィエント」であることが明らかになり、ももこを苦しませ、愛天使たちを苦境へと追い込むこととなった。属性・理由を問わず、怒りや憎悪のウェーブを高めることによって悪魔化する。
ももことの関係は、サッカーの試合の取材に来たももこのことをたびたび「ももピー」、「ももフグ」と呼んでからかって対立ばかり繰り返していたが、そんな彼女のことが気になっており、終盤においてももこの方も彼の想いを悟り、相思相愛へとつながっていった。
原作版の設定
母親と同居している設定となっており、母親が仕事が休みの日には、よく買い物に連れまわされている。また母子家庭であるがゆえに自身と母を置き去りにした父親に対しては（父を全面的に信じている母親の手前、何も言わないものの）屈折した猜疑心が付きまとっていた。が、ようすけの母親の父親に対する愛情は確かなものであり、これが「ようすけと母親」「母親と父親（ウラガーノ）」による「風摩家の家族愛」がピーチの信じる「ようすけへの愛」の根底を支えるというシチュエーションを生じさせ、物語とテーマに深みを増す重要なファクターともなった。
悪魔界に戻っていた父ウラガーノが、ももこたちを襲撃する姿を目の当たりにした上、傍目から見れば「家族を捨てた」ようにしか見えないウラガーノのこれまでの行動に対する感情の鬱屈から、自らの憎悪のウェーブを燃え上がらせた（ウラガーノの挑発に乗ってしまった）結果として、ももこの目の前で悪魔族として覚醒。覚醒直後に悪魔界に連れて行かれて父と自身の出自を教えられると同時に、覚醒した自身の姿に怯えたももこの姿を突きつけられて絶望。地上人としてのプライドを捨てて父ウラガーノの言いなりとなり愛天使の抹殺を受諾する。
後にヴィエントよりも先回りして愛天使たちを倒そうとするポタモスの前に出現し、ウェディングピーチを殺すのはほかならぬ自分自身であると、ポタモスとももこに対して宣言。これをもって悪魔界に忠誠を誓いレインデビラへの謁見を父ウラガーノに再三要求するようになる。このことによってももこは一時的ではあるが自律を失い人事不省に陥った。
ところが、後にレインデビラに忠誠を誓った一連の行動は「他の悪魔族を牽制して、愛天使と戦う存在を自分自身のみに限定させること」と「レインデビラと一対一であいまみえて戦い全てを終わらせること」と「自分を愛してしまったももこの立場を、天使たちの中で危険なものにしないこと」という目的のために敷いた自らを犠牲（悪者）にしてでも、ももこを守るためのブラフであったことが明らかとなった。
しかし、ももこはそれらのブラフを見抜けぬまでも、ようすけを一途に信じ、ようすけのものならば憎悪すらも受け入れると言い切ったために、ようすけ自身もそれを受け入れ、共に最終決戦へと臨むこととなる。
ラスト（10年後）ではももこと結婚する。
アニメ版の設定
アニメ版では母親が海外に留学しており、一人暮らし。幼い頃に船員であった父親から「お守り」として鈴を託されている。その父親は海難事故で亡くなっており、一家の生活は父の遺産によるものが大きい。ただし、父親の死に関しては（事故という理由もあって）謎がつきまとっている。
後に、その正体を察知したレインデビラによって放たれた悪魔・カチューシャから、憎悪のウェーブを強制注入されて、ヴィエントへとムリヤリ覚醒させられて愛天使達と「セント・サムシング・フォー」を狙おうとする。強制的な変身であったため、これを解いた後は関連の記憶を一時的に失っていた。ヴィエントに変身後は、剣を武器に自身が持つウェーブでブルー色の光線を放つ。
後にセレーソの力とピーチのラブリーオペラシオンタンピートによりようすけの意識が覚醒しヴィエントの体から悪のウェーブが飛び散る。このことによって自身の正体を知ることになり絶望。孤立してももこを避けていたが、変わらぬももこの優しさに心を打たれ、良心に従って最終的に協力を約束する。父から託された鈴のお守りによって、現世に遺された父の残留思念と邂逅を果たし、父より告げられた悪魔界の真実（本来は悪魔界も弱肉強食の向きが強いとはいえ力のヒエラルキーを順守した平和な世界であったことと、レインデビラがそのバランスを崩して悪魔界をムリヤリ支配していること）を知らされ、改めてレインデビラを倒すことを決意。最終決戦にてももことの愛を強め、レインデビラ打倒に成功する。レインデビラとの戦いを終えた後、アフロディーテからヴィエントとしての記憶を消され、再び地上人として生きるようになる。
柳葉 和也（やなぎば かずや） / リモーネ
声 - 三木眞一郎
聖花園学園中等部サッカー部部長を務めるエースストライカーの美少年。中学3年生。
礼儀正しく誰に対しても口調は丁寧で、その凛々しさと冷静さから女子生徒から大変人気があるが、そのことについては奥手で、内心悩んでいる模様。ももこたちには「君」付けで呼んでいる。ももこ達新聞部も彼に憧れており、彼をターゲットに女としての争いをすることもしばしば。
その正体は愛天使たちと「セント・サムシング・フォー」を探索するために降臨してきた天使リモーネであり、愛天使たちが窮地に陥れば、助けに向かう大事な存在。初期はももこやひなぎくたちのピンチを救うためにたびたび登場して愛天使たちと共に戦っていたが、中盤からは天使としての任務で女神アフロディーテの下で活動することが多くなった。悪魔ペトラーに苦戦していた愛天使たちを助けに来た際、ペトラーが出した消滅の渦に巻き込まれ、アフロディーテに間一髪救われる。不運にも天使リモーネとしての記憶を失ってしまい、一時はゆりにショックを与えてしまったが、後に彼女の想いが彼の天使としての記憶を甦らせ、復活。レインデビラとの決戦で苦境に立っていた愛天使たちのもとへ間一髪救いに現れ、悪魔族の打倒に貢献した。
ゆりとは、天使リリィの前世における運命の恋人であったため、現代のエンジェルリリィ/谷間ゆりをその転生体と知ってからは恋へと発展する。お互い親しくなったのは遅いが、その関係は充実しており、彼自身もゆりのことを「真の恋人」だと認識している。
原作のラスト（10年後）ではゆりと結婚する。
雨野 たくろう（あまの たくろう）
声 - 山口勝平
聖花園学園中等部に通う天才少年で、ひなぎくの幼馴染。
頭脳明晰で聖花園学園一、成績は優秀だが高慢なところがあり、自身よりレベルの低い者に対して見下してしまう癖がある（本人に悪気がないため余計たちが悪く見られることも）。反面、極度の運動音痴で鉄棒の逆上がりは足を上げるだけで精一杯であるため、その部分にコンプレックスを持っている（上記の悪癖は、このコンプレックスの裏返しによるもの）。優柔不断で気の弱い臆病者だが、ここ一番という時に周囲を驚かせるほどの勇気を見せる。また、本質は人を害する事などできない、お人好しで心優しい少年（臆病さや優柔不断は、この本質が裏目に出ているがゆえのこと）で、時に利用されている立場であるイグニスやポタモスに対してすら彼なりに心配したり、図らずも敵対する羽目になったももこやひなぎくに対しても、なんとか互いが傷つくことなく穏便に済ませられないかを考えたりと、本来は状況に巻き込まれ振り回されている力なき一般人という立場であるにもかかわらず、天使や悪魔と言った相手に対するには貧弱で限られているはずの自身の知恵を頑張って絞り出し、様々なアクションを起こそうとする。
ひなぎくとは、原作ではそのまま名前で呼び、幼い頃は「ひなちゃん」と呼んでいた。アニメではひなぎくのことは「ひなこ」と呼ぶ。後にひなぎくに対して、その想いをきちんと告白しており、一方でひなぎくも最終決戦直前に告白を受け入れる返事を行っている。アニメでは恋愛に関しては鈍感に描かれ、ひなぎくとは「友達以上恋人未満」の関係で留まっていた。
原作のラスト（10年後）ではひなぎくと結婚する。
ももことは、最初は成績の悪さに落ち込むももこを見下していたが、彼女の優しさに気づき、ようすけと親しい彼女に屈折した想いを寄せていた。しかしその後、イグニスの死から素直になり、ももこに対する想いをようすけに譲る。
前述の鉄棒の件で他者に笑われた屈辱、憎しみが原因で悪魔族・イグニスに体内を占領されてしまうが、性格上乗っ取ったはずのイグニスにあきれられ、ほとんど彼の尻拭いを務めていた。ハロウィンの日に愛天使たちが狙われた際、イグニスから貰った自分の思う者に変身することが可能な石を使ってウェディングピーチを装い、ポタモスの出現時に子供たちの目前であった愛天使たちのために時間稼ぎをするが、敢え無く敗退（その上、その回のピーチの決めゼリフを奪った）。イグニスの死後は彼の遺した腕輪を携帯して愛天使たち、特にひなぎくを支える善き理解者となる。
アニメの準備稿においてはプリュイの正体（もしくはその転生）として初期設定されていたが、企画が進むに連れてその設定は雲散霧消してしまった。名字に「雨」の文字が使われていること や、原作において物語開始時に出ず、プリュイと入れ替わるように登場しているのは、いわばその名残でもある。
ディーン・バトラー
原作の番外編『スカーレット・ラブ』に登場。
バスケットが得意なアメリカの少年。スカーレットの幼馴染で元クラスメート。
とても西海岸的な性格のため、ノリが軽く万事において調子がいい。自分の思いを全く隠そうとせずに突撃する、よく言えばオープン、悪く言えばド厚かましい性格。しかも生来のノリの軽さと調子の良さから、アピールも激烈にノリオンリーの軽いモノになってしまうため、その想いはスカーレットには届き難く、しかも「真剣ではない」と誤解されて彼女の神経を逆撫でしまくる結果となってしまう。
口の軽さとは裏腹にスカーレットへの想いは真剣そのもので、「セント・サムシング・ニュー」の影響によって天使の記憶に目覚めたスカーレットの変化に真っ先に気付いた人物でもあった。一方で事態の深刻さにも気付き、余計なことはせずにそっと見守ろうと考える「待つ強さ」や「度量の深さ」を持つ少年でもある。そして、スカーレットと再会した時に一目で彼女の「悩みが解決した」事実に気付いて喜んだ。そのことがスカーレットの心を開かせるきっかけとなる。
ラスト（10年後）ではスカーレットと結婚する。
苗字の由来はスカーレットと同様『風と共に去りぬ』からきている。実はスカーレットの原作漫画先行による設定違いのために使えなくなった設定とストーリーの代替として登場したキャラクター。そのため、原作のみのキャラクターであり、アニメでは登場しない。

### 聖花園学園

#### 聖花園学園の講師・先生
校長
声 - 河合義雄
聖花園学園の校長。性格は温厚で、ドジな一面を持っている。
ペトラーを雇うことを断固と拒否するが、悪魔・ハン魔ーの術にかかり操られてしまう。その後ピーチたちの活躍により救われる。
木原（きはら）先生
声 - 嶋村薫
ももこの担任の先生。
スパルタ教師としての威厳が強く、宿題を忘れたももこを廊下に立たせるなど古風なやり方を好む。ももこが悪魔族よりも恐れる存在。
原作版では普通の美人女性だが、アニメ版でのデザインは眼鏡をかけた厳しい表情のおばさんである。
武蔵野（むさしの）先生
声 - 嶋村薫
聖花園学園の保健の先生。
いわもと ごうざぶろう
聖花園学園の生活指導担当の先生。
#悪魔界の悪魔族の「ペトラー」を参照。

#### 聖花園学園中等部
しずか
声 - 西原久美子
ももこの同級生。
ようすけに想いを寄せているが、恥ずかしがり屋で、ラブレターをももこに渡させた。その後、ようすけから返ってきた手紙で「ただいまサッカーが恋人 でもサンキューな!」と間接的に断られるも、その返事の手紙を大切にし、縮小コピーで財布に携帯して、想いを寄せ続けている。よく、ももこに宿題の問題を教えてあげたりしている。
その後、付き合っているようすけとももこを見たときなどの心情は特に描かれていない。
河合 由希子（かわい ゆきこ）
声 - 伊藤美紀
聖花園学園陸上部のエース。
走高跳の記録保持者で、周囲からの人望も厚い。家は米屋。プリュイの繰り出した悪魔・おまん魔によって食欲旺盛にされて肥満になってしまい、恋人であり、よきパートナーでもある山本隆司（やまもと たかし）（声 - 柏倉つとむ）を絶望させてしまったが、ピーチの活躍によって元のスポーツマンとしての体を取り戻した。
マサミ
ももこの同級生。ゆりの友達。茶道部。おてんば娘。
原因不明の眠り病に罹り眠り続けていた。そのことで母親（声 - さとうあい）は心配し医者に見てもらっていた。その後プリュイの配下であるパジャ魔の仕業であることが発覚し、ピーチたちに救われる。
あきお
ももこの同級生。ひなぎくの友達。
マサミと同じく弟の誕生日パーティーを盛大にやった後に悪魔・パジャ魔の術に罹り眠り続けてしまうが、ピーチたちの活躍によって救われる。ひなぎくの会話の中で登場した。
さち子
ももこの同級生。
悪魔・タン魔に自身の時間を盗まれ止まってしまうが、ピーチたちの活躍によって救われる。
れい子
声 - 白鳥由里
ももこたちの先輩。占いが趣味。
山口に想いを寄せており、ももこの紹介でアクエルダが変装した占い師に見てもらうが、山口は別の女性と付き合っていると言われる。そのことに腹を立てて占い師に立てついたためにアクエルダの繰り出した悪魔・ナン魔によって肉体を乗っ取られたが、ピーチたちの活躍によって救われる。後に想いを寄せていた山口と恋愛関係になる。
山口（やまぐち）
声 - 遠近孝一
聖花園学園サッカー部部員。
ももこの協力で以前から想いを寄せていたれい子と恋愛関係になる。
みどり
ももこの同級生。
ももこたち新聞部主催の肝試し大会「ゴースト・フェスタ」で、仲間達が次々と行方不明になったことで、仲間たちの行方を探すために駈けずり周り、後にももこたちやようすけと一緒に探すが自身も行方不明となり、ピーチたちによって救い出される。
容姿は黒髪のセミロングヘアー。気が強い性格。
みさ / のぶよ / けい子 / あき子 / あさ子
声 - 前川優子、池澤春菜、遠近孝一（男子生徒）
ももこの同級生達。
ももこたち新聞部主催の肝試し大会「ゴースト・フェスタ」で、ブリッツに襲われ行方不明になるが、ピーチたちの活躍によって救われる。
ナツミ
声 - 岡本麻弥
ももこの同級生。学園祭の実行委員長。
2人の実行委員（声 - 前川優子、声 - 池澤春菜）を連れている。
学園祭への情熱的な思いがイグニスに狙われてしまい、悪魔・ブラッキーに襲われるが、ピーチたちに救われる。
竹内 秋子（たけうち あきこ）
声 - 中川亜紀子
ももこの同級生。美術部で絵が得意。譲とは幼馴染。
元々大人しい勉強一筋の少女だったが、実は眼鏡に隠された美少女である。ももこの協力でイメチェンを果たすが、ウエディングドレスを試着したことでイグニスに愛天使として疑われてしまう。観覧車の中に一緒にいた田島と共に悪魔・ウルフェンに襲われるが、ピーチたちの活躍によって救われる。後に想いを寄せていた譲と恋愛関係になる。
田島 譲（たじま まこと）
声 - 遠近孝一
聖花園学園サッカー部部員。秋子とは幼馴染。
ようすけの協力で以前から陰ながら想いを寄せていた秋子と恋愛関係になる。
川浪ひろみ
ももこ達と同じクラスに編入してきた転校生でサッカー部のマネージャー。
#悪魔界の悪魔族の「ポタモス」を参照。
まなみ
声 - 岩男潤子
ももこのクラスメイト。仲良し3人グループのリーダー的存在。
ももこの提案で一緒に編み物することになる。眼鏡をかけている。
けい子と共にフス魔の空間に迷い込むが、ももことゆりの活躍によって救われる。
けい子 / 女生徒
声 - 荒木香恵、並木のり子
ももこのクラスメイト。お喋り好き。仲良し3人グループの一人。
容姿は茶赤色の髪。セミロングヘアーにカチューシャの髪飾りをしている。
けい子はまなみと共に、もう一人の女生徒はひなぎくと共にフス魔の空間に迷い込むが、ももことゆりの活躍によって救われる。
なおもう一人の女生徒は仲良し3人グループの一人で、名は不明。容姿は茶髪に後ろ髪を二つに束ねている。同じくももこのクラスメイト。

### 愛天使達の家族
花咲 翔一郎（はなさき しょういちろう）
声 - 中田和宏
ももこの父。職業はカメラマン。
取材中、かつての戦いで記憶喪失となって海辺で倒れていたセレーソを匿い、次第に愛し合うようになる。入院先の病院に満開となって咲いていた桜木に見惚れ名前を忘れたセレーソに「さくら」と命名し、結婚。
娘のももこが生まれて彼女が物心付いた頃に天使界が危機に陥ったため、さくらの正体が愛天使であったことを知る。ももこにはその秘密を知られてはいけないと思ったため、長い間、他界したと誤魔化していた。
ももことようすけが親しくなってから、最初はようすけを軽い人物ではないかと疑っていたが、後に陰ながら二人の関係を応援するようになる。
セレーソの秘密を知っていたことから、娘ももこが愛天使だと知ったり、妖精のじゃ魔ピーを目にしたりしても大した動揺は見せなかった。
谷間 竜三（たにま りゅうぞう）
声 - 田原アルノ
ゆりの父。ブライダルサロン中心のブティックを経営している社長。娘に優しく温厚な人物。
谷間 エレナ（たにま エレナ）
声 - 佐々木優子
ゆりの母。家のブティックでは花嫁衣裳のデザイナーとして働いている。
基本的に優しいが、ファッションショーが近づくとストレスが溜まるようで、苛立って娘のゆりに当たってしまうことも。
珠野 雅弘（たまの まさひろ）
声 - 若本規夫
ひなぎくの父。花屋『フラワー珠野』を営んでいる。
直情的な江戸っ子タイプで照れ屋。短気で妻・明美と衝突することもあるが、実際の夫婦仲は良好。彼の性格上、ひなぎくは彼に似たことがうかがえる。
珠野 明美（たまの あけみ）
声 - 滝沢久美子
ひなぎくの母。夫・雅弘を手伝い、花屋で働いている。
たびたびひなぎくに女らしくするように注意している。結婚記念日の日に夫が忘れているのだと勘違いし、家出しようとしたが、実は雅弘の方が渡すつもりであった指輪をどこに置いたか忘れてしまったため、わざと知らない振りをしていただけであった。
珠野 明（たまの あきら）
声 - 大谷育江
ひなぎくの弟。
家族同様、江戸っ子的なしゃべり方をする。よく姉のひなぎくに八つ当たりでプロレス技を仕掛けられる。

### その他の人物
ようすけの母
原作のみ登場するようすけの母。アニメではパリに行ったきりとなっているため未登場。
普段は息子のようすけと買い物をしたり、ようすけを顎で使ったりと茶目っ気のある明るい母親だが、その裏では数年前に失踪した夫（ウラガーノ）の謎に悩まされていた。
しかし夫に対する愛情と信頼だけは失うことが無く、それを支えに一人ようすけを育てる芯の強い女性でもある。一方で、ようすけに対しては散々に夫との思い出（という名のノロケ話）を語ることを、ほぼ日常としている。
年齢よりも若く見え、ももこは初対面の時、ようすけの「姉」と勘違いしている。また、そのことから彼女自身も、ももこのことをかなり気に入っており、ようすけまで失踪した（実際はウラガーノに悪魔界に連れて行かれた）時には、ももこを家に上げて自らの夫と息子への愛情と信頼を語っている。ももこにとっては、その経験が自身の愛情を下支えする（ようすけを信じるための）励みともなった。その意味では、本人も知らぬうちとはいえ（原作における）ももこ（ピーチ）の愛天使としての覚醒に最も貢献した人物ともいえる。
その後、レインデビラとの最終決戦を終えてようすけと共に帰還した夫との再会に涙を流して喜んだ。なお、物語中では一貫して夫と息子の正体については知らない。
進藤 進（しんどう すすむ）
声 - 千葉一伸
1974年3月29日生まれ。牡羊座。身長185センチ・メートル。体重65キロ・グラム。血液型はAB型。好きな食べ物はうどん。苦手な食べ物は椎茸。長所はかっこいいこと。短所は我がまま、けち。
黄金時代を築いた元聖花園学園サッカー部キャプテン。ミミコの婚約者。
ミミコ
声 - 天野由梨
進藤進の婚約者。
結婚式当日にプリュイに狙われてしまい、悪魔族として悪事を働いていた頃のじゃ魔ピーによって肉体を乗っ取られたが、ピーチたちの活躍によって救われ結婚披露宴も無事に行われた。
ミミコの母親
声 - 寺下由紀子
夫共々娘の花嫁姿を一番に喜んだ。
宮川 エリカ（みやがわ エリカ）
声 - 松下美由紀
アイドルタレント。
中畑伸吉（なかはた しんきち）（声 - 真殿光昭）の婚約者だが、その伸吉への愛情と「セント・サムシング・フォー」を身に着けていたためにプリュイに狙われてしまう。プリュイの繰り出した悪魔・おひ魔によって肉体を乗っ取られたが、ピーチたちの活躍によって救われる。その後ピーチたちは「セント・サムシング・フォー」も無事取り戻し、二人の結婚披露宴も無事に行われた。
けんじ
谷間ゆりの幼馴染。
幼い頃ゆりに玩具を取り上げられ、そのままゆりと喧嘩したまま引っ越ししていった。そのことでゆりはけんじに謝りたいと長年思っていた。
梶 真一（かじ しんいち）
声 - 石野竜三
ようすけが憧れるプロサッカー選手。
幼い頃に母親からもらったペンダントを大切にしている。母への愛情がアクエルダに狙われてしまい、肉体を乗っ取られたが、ピーチたちの活躍によって救われる。
マリリン
声 - 佐久間レイ
ラジオ番組「ミッドナイトマリリン」の恋愛相談コーナーの司会者。
ももこが送ったハガキがラジオ局に忍び込んだノイーズに読まれてしまい、ノイーズはハガキを手掛かりにようすけの元へ訪れる。
さおり
声 - 小林優子
ひなぎくが憧れるほどの男勝りな女性。
婚約者であり、ゆりの母がデザインするウェディングドレスの着付けに訪れていた。クラウドの陰謀により倒れるが、責任を感じたひなぎくの活躍によって意識を取り戻す。後にデイジーはその友情がきっかけとなって「セント・サムシング・ボロー」を手に入れた。
ひとみ
声 - 木藤聡子
ゆりの幼馴染。
幼い頃、親しい姉・里子（さとこ）（声 - 松下美由紀）と共にピアニストを目指すことを決意していたが、姉の病気による急死が原因でグレ始めた。その後、忘れられぬ姉への愛が結果として幻となって現れ、彼女の本当の気持ちを甦らせたことにより、再びピアニストを目指すことを決意した。
園子（そのこ）
声 - 今井由香
一目で気に入ったじゃ魔ピーをぬいぐるみと間違えて持って行ってしまうが、途中出くわしたサンドラにじゃ魔ピーを連れ去られてしまう。その後ピーチの活躍によりじゃ魔ピーを取り戻し、ももこたちとも仲良くなる。
図書館員のお姉さん（声 - 池澤春菜）とは大の仲良し。
園子の母
声 - 前川優子
娘と一緒に花園ヶ丘私立図書館に向かい、その後はデパートへと買い物に行く。
玲子（れいこ）
声 - 天野由梨
花園保育園の保母さん。ゆりの親友で、一緒にクラシックバレエに通っている。
柳葉とは雨の中傘を通じて知り合った。
優しい彼氏がいる。
タロウ
花園保育園の園児（赤ちゃん）。
悪魔・ウキマに狙われ、透明の玉に閉じ込められ連れ去られるが、ピーチたちの活躍によって救われる。

### 天使界
アフロディーテ
声 - 兵藤まこ
天使界を統べる愛と美の女神。セレーソの姉でももこの伯母にあたる。ももこたちを愛天使に目覚めさせた天使界の最高的存在。
稀有だが、愛天使たちの苦境を助けるために地上に降臨したり、消滅の渦に巻き込まれたリモーネを助けたりする。
セレーソ
声 - 鈴鹿千春
かつて悪魔軍との戦争で戦った四戦士の一人。
天使界の結界を支える守護天使。女神アフロディーテの妹で、いにしえの愛の女神の血統を受け継ぐ天使の一人でもあり、ももこの母（ももこが人間と天使の混血であると判明）。
かつての戦いで記憶喪失になり、花咲翔一郎との出会いから翔一郎とお互い惹かれ合い、翔一郎から「花咲さくら」（はなさき - ）と名づけられた後に結婚。娘・ももこが生まれて数年後、天使界（ひいては、それに連動する人間界の愛）を護るために記憶を取り戻し、愛する夫と幼いももこを残して、帰還することとなった。
天使界の結界が安定してきた本編の終盤で地上の花咲邸へ帰ってきて、ももこに愛天使の秘密を全て打ち明けた。その翌日、家族と共に海に訪れピクニックをして過ごした。帰還して間もない頃に、ようすけがヴィエントと化し、苦戦していたピーチたち愛天使を助けるために、回復していた愛の力でようすけを押さえたが、それが元で力を使い果たして倒れてしまった。
愛天使たちが悪魔界との戦いを終えてからは無事自身も復活し、続編のOVA『DX』では「花咲さくら」名義で地上で生活するようになる。
純天使リリィ
声 - 野上ゆかな
かつて悪魔軍との戦争で戦った四戦士の一人。
セレーソの同士で、いにしえの愛の女神の血統を受け継ぐ天使の一人。
かつての戦いで体を悪魔のフォース（猛毒）に侵され瀕死となっていたところを偶然出会ったリモーネに救われ恋仲に発展する。応急処置としてリリィの毒を吸ったリモーネは悪魔のフォースに侵されるが、リリィの愛のウェーブを浴びたことで救われている。
リモーネと別れた後、よりエスカレートしていった悪魔軍のウラガーノとの戦いで命を落とすが、その魂は谷間ゆりへと転生して甦る。その後リモーネは谷間ゆりに出会うまで彼女を探し続けた。
純天使デイジー
声 - 宮村優子
かつて悪魔軍との戦争で戦った四戦士の一人。
セレーソの同士で、いにしえの愛の女神の血統を受け継ぐ天使の一人。
戦いの中、戦力がエスカレートしていった悪魔軍のウラガーノとの戦いで命を落とすが、その魂は珠野ひなぎくへと転生して甦る。
転生者のひなぎく同様、男に無縁である模様。
純天使サルビア
声 - 今井由香
かつて悪魔軍との戦争で戦った四戦士の一人。
セレーソの同士で、いにしえの愛の女神の血統を受け継ぐ天使の一人。
原作では戦いの中、戦力がエスカレートしていった悪魔軍との戦いで命を落とすが、その魂はスカーレット小原へと転生して甦る。アニメでは悪魔軍のウラガーノとの戦いでセレーソに救われる。その後一人独自に生き抜いて行くこととなる。
悪魔軍との戦いで最愛の親友フリージアを亡くす。
純天使フリージア
声 - 未公開
かつてサルビアの親友だった人物。
純天使サルビアとは姉妹と同じくらい仲が良かったが、ある日妹を悪魔族に殺害された怒りから瀕死の状態であった悪魔を殺害しようとしたが、サルビアに止められた。その結果その悪魔に殺害され命を落とす。それ以降サルビアは悪魔を見つけ次第殺すことにし、そして彼女自身友達も作らないことにした。
フリージアに対して転生はしていない。容姿は黄色の髪にショートヘア。
ピスティル、エタミン
ピスティルはかつて天使の森に住んでいた清純な天使の乙女で、勇敢な天使の戦士エタミンに恋をした。2人は結婚を誓い合い、ピスティルは「セント・サムシング・フォー」を身に着けた。その後ピスティルとエタミンはこの幸せが長く続くようにと、四つの幸福の象徴である「セント・サムシング・フォー」をローズベルク城に大切に保管した。それ以来「セント・サムシング・フォー」は天使界に愛のウェーブを送り続け、長い間天使たちの愛を育んできた。
ピスティルとエタミンの二人が出会う少し前、天使界に迷い込んだレインデビラが悪魔であることを隠して天使の森をさ迷い、エタミンと出会い一目惚れして彼に恋するが、ピスティルがエタミンと恋仲になったことで自身からエタミンを奪ったとピスティルに嫉妬と逆恨みの想いを抱いた。その後「セント・サムシング・フォー」の力によりレインデビラは悪魔界に吹き飛ばされたため、悪魔ゆえに純粋な恋心を拒絶されたと誤解したレインデビラが天使界と「セント・サムシング・フォー」を憎む原因となる。

### 悪魔界の悪魔族
各種族は悪魔ウェーブが力の源であり、ほとんどの種族は邪気による闇の妖気を自在に操り、攻撃技として使用している。
なお闇の妖気に関する技は、ほとんど共通のため記載は特にしていない。なお、愛天使たちの力は天使族のように悪魔を滅ぼすのではなく改心させる為のものであり、愛天使に浄化された悪魔たちは悪魔界に送り返されて密かに愛天使に味方している設定がある。
プリュイ
声 - 矢尾一樹
最初に愛天使を狙い始めた悪魔族最初の幹部。風魔ガスト族の戦士で、邪気の風の使い手。
『聖サムシング・フォー』を狙う度にリモーネに足止めを喰らい、失敗する典型的な敵キャラクター。度重なる任務失敗により、最後の戦いでももこの大切な物（指輪）と身近な人物（ようすけ）を奪うも、最終的にはももこの愛に触れ改心。指輪とようすけを返し、レインデビラが処刑のために出した消滅の渦に自ら飛び込んでいく。最初にようすけの不思議な能力に疑問を抱いた。
剣を使って戦うことが多い。技は、邪気の暴風を起こし拳先からも発射可能な「魔風（デイモン・ブリーズ）」、邪気からマジックミラーの結界を作り出し、外側からは中の様子を見ることができない「ミラー結界」・人の心を惑わし判断力を奪う呪文・「アクメリオ（アニメ） / 魅了（チャーム・パーソン）（原作）」、対象者を魔空間に引きずり込んでしまう技・「逆静止空間（ネガティブ・レスト・スペース）」（アニメでは未登場）。
学年誌（小学三年生）版では氷室（ひむろ）と名乗り、転校生として聖花園学園に潜入。愛天使たちに接近して、その隙をうかがうようになる。これは前述した、たくろうの初期設定が改めて流用されたため。風の戦士だが「プリュイ」という名前であるのは前述の通り、企画初期にレインデビラ同様に酸性雨の化身としてのメタファーがあった事と、たくろうの正体としての設定があったためである。
アクエルダ
声 - 深見梨加
失敗続きのプリュイの後に一時期悪魔の指揮を任される2人目の女幹部で、後のプリュイの協力者となる。
水魔族の水の使い手『水魔アクエルダ』。無類のお金好きで、人間界でぼったくり占いやチケット売りをする悪魔。何度も失敗したせいでレインデビラに殺されるところをプリュイに助けられてから恋愛感情を抱くも、ピーチたちによって浄化され消滅させられた。唯一ももこの大切な指輪「セント・サムシング・オールド」を奪った人物。
悪魔をパワーアップさせたり、水を龍の形にして攻撃するのが得意。また水で作った水玉で相手を閉じ込めることもできる（じゃ魔ピー以外の者には破れない）。
悪魔の森の木（邪悪の木）
声 - 遠近孝一
プリュイ直属の部下で、悪魔の森の主。悪魔族にとっても大きな力を与える者。
愛のウェーブを吸い尽くすことで、天使族から恐れられている。また耐久性に優れリリィやデイジーの技を跳ね除ける力を持っている。
リリィとデイジーが力を合わせることで、ようやくツタを粉砕することができた。最期はリモーネの剣のパワーと愛天使たちの攻撃によって消し飛び、消滅させられた（プリュイと剣を交じえた反動による衝撃）。
無数のツタで敵を縛り上げて攻撃する。
ノクチューン
声 - 安達忍
アクエルダが消滅した後に登場する悪魔族の幻術使い。
仲間に裏切られたことで、心を閉ざし悪魔の森でひっそりと暮らしていた。プリュイとの最後の決戦に悪魔の森に訪れた愛天使たちに幻覚を見せ友情を壊そうと図るが、ピーチによって打ち破られ、敗北。浄化され散る間際、愛天使たちの友情の絆を羨ましく思うようになった。
奏でる琴の音色で、暗闇を操り人に幻覚を見せる。
サンドラ
声 - 子安武人
プリュイに代わって悪魔を指揮する悪魔族3人目の幹部。火魔ピュール族の戦士。炎と雷の使い手。
愛天使を倒すために三人の女悪魔を自身のルックスで買収し彼女らを利用するが、チームワークに欠けた三人娘を次々と失う。最終的に自身で愛天使たちに挑むが、敗北。浄化され散る間際、愛に関心を持つようになった。
大鎌を武器に強力な炎やピンク色の雷を操り炎から石化することもできる。技は、人々を炎と一体化して武器として操り、敵に向けて飛行させ突っ込ませる「炎の人地獄」、自らの命を炎に取り込ませることで、炎と一体化して炎の魔人と化し炎の精霊を意のままに操る「炎を使う悪魔族究極秘技」。
原作および学年誌版を含めた漫画版には登場しない。また学年誌版では三人娘の上司はイグニスに変更されている。
ドンナ
声 - 大谷育江
サンドラに仕える側近。サポート的な存在。雷を操る悪魔。
セント・サムシング・フォーの在処を探る為にひとみを電撃で締め上げるが、かけつけたピーチによって浄化される。なお愛天使達とは戦わずしてピーチの技の直撃をくらってしまう。
頭部の角からブルー色の雷を放つ。
ノイーズ
声 - 本多知恵子
サンドラの部下の三人娘の一人で、音を操る悪魔。
無邪気で子供っぽい反面、歪んだ性格で、自分が惚れたようすけにあっさりと避けられ憤慨した。ようすけの大切な父親の形見である鈴を奪い取るが、後に「セント・サムシング・フォー」でないことが分かりそのことに憤慨し再びようすけの元へ現れる。「セント・サムシング・オールド」を手に入れたピーチに圧倒され、最後にはピーチによって浄化される。
ブリッツ
声 - 横山智佐
サンドラの部下の三人娘の一人で、火魔ピュール族の雷と稲光を操る悪魔。稲光で目を晦ますのが得意。
血気の多い短気で荒っぽい性格。聖サムシング・ブルーを手に入れたリリィによって圧倒され、最後にはピーチによって浄化される。
強力なブルー色の雷を放つ。また敵を稲光の空間に閉じ込め、黄色の稲光光線を浴びせることができる。なお稲光光線は敵の目を晦ますことも可能。
クラウド
声 - 根谷美智子
サンドラの部下の三人娘の一人で、邪気の雲を操る悪魔。
無口で根暗な人物。特技の雲による攻撃で愛天使たちを追い詰めたが、「セント・サムシング・ボロー」を手に入れたデイジーによって圧倒され、最後にはピーチによって浄化。
イグニス
声 - 関智一
浄化されたサンドラに代わって登場した悪魔族4人目の幹部。火魔ピュール族の戦士。炎の使い手。 本人いわく「悪魔界の貴公子」。
波調の会う人間にのみ体内に潜むことができるが、心を読むことはできない。たくろうと契約し、体内に潜み（寝る時も利用している）愛天使を倒すことを目論む。しかし、自分の部下が次々と愛天使に浄化され、最後に自身が挑むも敗北。
自身の体を巨大化することで、より強力な炎を操ることができる。「炎の封印」という炎で六芒星を描くことによって、天使の力を封じる結界を作り出す技を使うが、この技はアニメでは未登場。この技で天使の力を封じられた愛天使たちを追い詰めトドメを刺そうとするが、愛天使の（特にデイジーの）正体を知ってしまったたくろうにより、文字通り「その身と命を挺して」阻まれてしまう。
たくろうの影響もあって性格の甘さがにじみ出てしまい、根が善人であるかのような描写が見られたが、彼のことを最も信頼していた悪魔族としてのプライドが高いポタモスに絶望され、ポタモスの剣（原作では氷柱の投槍）によって致命傷を負わされてしまう。
その後、原作版ではポタモスより致命傷を負いながら、自身の死を悟り傷を残したまま、契約の力でたくろうを呼び寄せ「用済みの裏切り者に始末をつける」ために彼の前に姿を現す。だが、愛のウェーブを何度も浴びてしまった上にポタモスによって致命傷を負わされて弱体化してしまったイグニスの力では、たくろうを殺すことすらもかなわず、その事に強いショックを受けた上で、それを受け入れてたくろうに対する心境を語る。たくろうはイグニスに「愛天使を頼れば命は助かるかも」と提案するが、イグニスは「俺は確かに愛のウェーブに敗れたが、やつらにすがるほど堕ちてはいない」とし、たくろうに対して「悪魔族（というか男として）の生き様」を見せるため、自らポタモスに打ち込まれた氷柱の槍を引き抜いて消滅した。同時にたくろうとの間に繋がれた悪魔の契約も解除され、彼の腕輪はひび割れて落ちた。イグニスの最期を目撃した事は、たくろうに「周囲の目や他人の評価など気にせずに自分の事を自分自身で決断することの重要性」を考えさせるきっかけとして大きな影響を与え、彼をひなぎくへの告白へと進ませる。
アニメでは、ポタモスからの致命傷を受けた後にたくろうの元に行き心境を語るまでは原作と共通する。イグニスはたくろうが常備していた契約の腕輪を解除し、たくろうはイグニスの制止を振り切り、助けを求めてひなぎくたちを呼びに行く。されど、たくろうが愛天使たちを呼びに行っている間に彼は力尽き、契約の腕輪を残して消滅する。そして彼と親しくなりつつあったたくろうは彼の死に涙した。
学年誌版ではサンドラに代わり三人娘の上司として登場。たくろうに取り憑く事は無く（そもそも、たくろうが登場しない）サンドラ同様に三人娘をもって愛天使と対峙した。三人娘の相次ぐ失敗と浄化から、次に派遣されたポタモスより引責による処刑のために攻撃される。のちポタモスから受けた傷を残したままピーチたちに対峙。ピーチの愛のウェーブを受け、改心しようとするものの、レインデビラに処刑される。
タラシー
声 - 石井康嗣
イグニスに仕える直属の部下。愛のウェーブを吸い取るキス魔の悪魔。
女性の心を覗き込んで恋する男に姿を変え、愛のウェーブを引き出し接吻することで口から愛のウェーブを吸い取ることができる。吸われた女性は気絶して衰弱する。吸い終わった後は必ず「愛を有難う」と礼を言って去る。
一度は愛天使たちに術をかけるが（キスにまでは至っていない）、ピーチに術を打ち破られて敗北し、ピーチの手で浄化された。
邪気の妖気を操り「バーニングキッス」・「バーニングキッス・スペシャル」・「バーニングキッス・スーパー」などの投げキッスの必殺技を持つ。
ポタモス / 川浪 ひろみ（かわなみ ひろみ）
声 - 三石琴乃
通称ひろりん。身長157センチ・メートル。体重44キロ・グラム。紫色の髪で、赤い瞳の少女。左目の目尻にある泣き黒子。はねっかえり娘。語尾に「〜みたいな」と付けることが多い。呼び方はイグニスは「イー様」と呼び、ようすけは「ようくん」と呼び、たくろうやももこ達は「〜ちゃん」と呼ぶ。
イグニスに仕える直属の部下にして5人目の女幹部。水魔アクア族の水の使い手と同時に氷の使い手でもある『水魔ポタモス』。水の場所から姿形を変えることが得意で、あらゆる水の空間を通り抜けることも可能。当初はイグニスにあこがれを抱いていたが、上記の通りレインデビラの指示によりイグニスを誅殺。その後、ももこ達のクラスメイトとして「川浪ひろみ」を名乗って転入してくる。なお企画設定およびアニメ設定上では「川浪ひろみ」であり本項でもそれを優先させているが、原作漫画版では「川波ひろみ」となっている。
聖花園学園転入後は、サッカー部マネージャーに入りようすけに近づく。ももこにとっては恋の最大のライバルとなる相手。
普段は悪魔族である素性を隠し、ぶりっ子少女として愛天使の正体を探り、その傍らでようすけに想いを寄せていた（この時、ようすけの悪魔のウェーブを感じ取っている）。
原作では愛天使たちが勝てぬほどの圧倒的な強さを誇ったが、ヴィエント（ようすけ）のピーチへの強い想いを悟り、最後はウラガーノに攻められたヴィエントを庇って死亡する。なぜ悪魔族なのに自分を庇ったと問うヴィエントに「ヴィエントが死ぬのは嫌。たとえピーチと結ばれることになってもヴィエントが生きていてくれるなら、その方がいいと思った」と答えて消滅した。
アニメ版ではようすけを離したくない思いから死ぬまで闇の妖気を出し続けようとするが、愛のウェーブを最大限にまで高めたピーチによって浄化されたことで、敗北を認め生還。人を愛することの素晴らしさを悟り（この時イグニスの気持ちを理解する）、以後は悪魔界のプライドを一切捨てた地上人『川浪ひろみ』として生きていくことを決意し、ようすけへ別れの言葉を継げる。その際イグニスに似た人間の男（声 - 遠近孝一）と出会い、そのまま付き合う。
ビデオ版の特典映像に登場するエンジェルポタモスについては後述。
ブラニー
声 - 渡辺久美子
レインデビラ直属の部下で、単独の隠密捜査を専門とする女悪魔。
ポタモスの監視と愛天使探しを命じられる。愛天使サルビアと戦うもサルビアの圧倒的な攻撃に押され、後に敗北。最後にピーチによって浄化される。
蜘蛛の糸を自在に操り相手の動きを封じる技を持つ。また剣の使い手であり剣先から邪気を放つこともできる。
女悪魔（おんなあくま）
声 - 川崎恵理子、山口由里子、石井直子
レインデビラ直属の部下で、暗殺を専門とする女悪魔たち。
愛天使を見つけ次第抹殺を命じられる。ポタモスがようすけを愛したことで、ポタモスを裏切り者として抹殺しようとするが、愛天使たちの「セント・サムシング・フォー」により消滅する。
二節昆（ヌンチャク）や剣の使い手で、剣先から邪気を放つことができる。3人一組で行動するが、レインデビラの命により何人でも送り込むことができる。顔から姿形まで同じ容姿をしている。
ペトラー / いわもと ごうざぶろう
声 - 堀内賢雄
アニメのオリジナルキャラクター。
ポタモスとの一件が終わってから愛天使を狙い始めた悪魔族6人目の幹部。ファルゼン族の戦士。
かつてはあまりにも凶暴過ぎてレインデビラに石に封じ込められた伝説の悪魔だったが、長い間石に封じ込められたせいで、体が鈍り人間並み以下の力になってしまう。しかし、使い魔たちの協力を得て元の力を取り戻す（邪気を飲んだり吸ったり体内に吸収することで力を取り戻していく）。普段は悪魔族である素性を隠し聖花園学園の教員（生活指導担当）『いわもと ごうざぶろう』として行動し、ももこたちのことを独自調査していた。「石アタマ先生」のあだ名通り、無理難題な校則を作って男女の会話も不純異性交遊であるとして禁止し、長距離ランニングをさせるなど、理不尽な罰で生徒たちを苦しめる。常に悪魔パワーがどのくらいあるか測定装置（パンチマシーン）で確認している。
ピーチたちと戦った際、敗北同然になるも最後にリモーネを道連れにすべく、彼を捕らえてレインデビラが生み出した消滅の渦へと飛び込んでいった。しかし後にアフロディーテがリモーネを救っていたことが判明（その際、和也はリモーネとしての記憶を失う）。彼はただ一人無駄に消滅してしまうのであった。
強力な水の渦巻きを操る能力を持つ。また強力なバリアや邪気からの強力な炎の柱を作ることができる。
風魔族（ラファール族）について何か知っているらしい。「アチョー」が口癖。
カチューシャ
声 - 山口由里子
アニメのオリジナルキャラクター。ペトラー消滅後に愛天使を狙った悪魔族7人目の女幹部。
原作には当然登場しないが、学年誌（小学三年生）版にはアニメとは別デザインで登場する。
悪のウェーブを高めることができ、ようすけを無理矢理ヴィエントに変身させて愛天使を苦境に陥れたが、愛天使たちのチームワークによって最後にピーチの「ラブフォーユー」を受け呆気なく浄化した。
杖を武器にしており、杖の先端から強力な邪気を放つことができる。
ジュラ
声 - 吉田理保子
アニメのオリジナルキャラクター。終盤で登場したレインデビラの憎しみを骨肉として生まれた女悪魔の四戦士のリーダーで、かつてウラガーノを処刑して葬った者たちである。悪魔族最後の女幹部。
四戦士のメンバーであるヘイトリッド（声 - くまいもとこ）、オディオ（声 - 池澤春菜）、オーロス（声 - 田野恵）の四人のチームワークを活かして戦う。ヴィエントも仲間として加わった愛天使たちによって初めにジュラが浄化され、最後には三人とも浄化され倒された。
ジュラの技は、地上にある岩や石、アスファルトを崩し自由自在に操ることができるほか、両腕を植物のツタに変化させて敵を締め上げ、敵の攻撃をバリアで防ぐ。また、植物からの空間移動ができる。
ジュラ消滅後は、ヘイトリッドを初めオディオとオーロスの三人のチームワークで戦い、そのチームワークで愛天使たちの愛のウェーブを吸い取る。
容姿は、ヘイトリッドは黒髪が、オディオはオレンジ色の髪が、オーロスはストレートのロングヘアがそれぞれ特徴。
ウラガーノ
声 - 菅原正志（ようすけの回想シーンでは金尾哲夫）
最強と言われる風魔族（アニメ版ではラファール族）に属する誇り高き戦士。生死不明と言われていたようすけの父親。
かつてももこの母・セレーソと交戦しており、相討ちとなって地上に不時着した際、知り合った女性（後にようすけの母となる）と恋仲になり結婚。混血児の息子ようすけが生まれる、幼いようすけに自分の力を宿した鈴を託し別れを告げて旅立っていったように見せかけ、レインデビラ率いる悪魔界へ帰還していた。
最終決戦ではレインデビラの命によって愛天使と対峙し追い詰めたものの、息子ヴィエントとピーチの関係に自身と妻の記憶をダブらせたことで人間界で抱いた感情をよみがえらせ、レインデビラに反旗を翻して愛天使側につく。レインデビラの繰り出す光線から愛天使を庇って重傷を負うものの、死には至らず、地上人として生きていくことを決意。妻と再会する。
アニメ版では悪魔界への帰還後に地上人への愛を持った裏切りの罪でレインデビラに処刑された。その後、最終決戦で窮地に陥っていたヴィエントのもとに幻影として現れる。そして元凶であるレインデビラの本心と過去の全てを打ち明け、彼女の欲望だけのために殺された多くの悪魔族たちの仇をとるよう息子に命ずる。
人間界での職業としては船乗りをしていた。
レインデビラ / アヴェルス
声 - 土井美加
悪魔界の女王で本作の黒幕。
本来は決して悪意のない可憐かつ純朴な美少女アヴェルスであったが、ふとした偶然から次元の狭間に迷い込んで天使界へと流れ着き、ピスティルと相思相愛の仲であるエタミンに恋心を抱いてしまう。その時は一人密かな思いを胸に秘めていただけだったが、のちにピスティルの存在を知るとともに強烈な嫉妬心にかられ、直後に執り行われたエタミンとピスティルの結婚時において発露した聖サムシング・フォーの力で天使界から弾き出されてしまった。
その恨みから愛を憎み恐れたことで嫉妬の力を増幅させる魔の樹にとり憑かれ、悪魔界の女王・レインデビラに変貌。その力で悪魔界を制圧し、さらに地上の愛の抹消と三世界の征服を企む。部下の悪魔族であっても使い物にならなくなればその者に消滅の渦を繰り出して処刑したり、裁きの光を浴びせるなど、残虐非道である。なおレインデビラの体は魔の樹に体の一部として縛り付けられているためその場から動いたり歩くことはできないが、最終回でついにツタを断ち切り人間界に向けて飛び立つ。
最終決戦で愛天使、リモーネ、ウラガーノ親子と対峙、ウラガーノを追い詰め処刑しようとしたが、「セント・サムシング・フォー」の発露によって悪魔界ごと完全浄化され、その奥深くへと自浄の眠りにつくこととなる。その眠りから目覚めた時には本来の悪魔界の為政者としての慈悲の心を取り戻して、平和に世界を治める者となるであろうことが、セレーソより示唆された。
アニメ版ではピーチの胸のオブジェを破壊し、再起不能に追い込んだが、ピーチの死を悲しみに想うヴィエントの想いが愛のウェーブとなり、その光を浴びた彼女が本来持っていた純粋な心を取り戻す。そして天使界・悪魔界全ての戦いを終わらせることを誓い、天に飛び去っていった。
闇の力の渦に相手を引きずりこむ「消滅の渦（しょうめつのうず）」を生み出す力を持ち、悪魔族の処刑用としても使われた。なお消滅の渦に一度入ったら最後二度と出られない。愛天使たちとの最終決戦では凄まじい電撃によるブルー色の稲妻を自由自在に放ち、額からは凄まじい赤色の稲妻を放つ。胸元から赤い光線玉を放ち、さらに光線玉から相手を捕らえることも可能。自身の体の一部と化している魔の樹から無数の妖魔（声 - 前川優子、徳光由香）を生み出し、さらに妖魔から魔の樹を生み出すことで無限に増殖することができる。
なお過去に関係があるピスティルとエタミンの詳しい詳細は天使界の項目「ピスティル/ エタミン」を参照。

#### おじゃ魔族
おまん魔（おまんま）
声 - 横尾まり
じゃ魔ピーに代わってプリュイに仕える第二の刺客。ドジな一面がある。
河合由希子の体を乗っ取り彼女を太らせた後、販売品のお米に手に持ったイネから放射されるデブの元を入れて女性たちを太らせ、男性から嫌われさせようと企んだ。
技は、手先に持つイネから触れるとデブになる竜巻を起こす「おまん魔竜巻」、腰回りの釜を巨大化させ、そのままコマのように回転してから敵に向けて突っ込む「おまん魔ゴマ」、おまん魔ゴマで回転しつつ、周囲に光のカッターを飛ばす「おまん魔カッター」。
パジャ魔（パジャま）
声 - かないみか
プリュイ第三の刺客。
人々から眠っている間に愛のウェーブを奪い、この世から全て消し去ろうと画策した。
能力は催眠術で眠りの中に誘い楽しい夢を見させ夢の淵に誘い込み衰弱させる。また眠りの術により人を操ることも可能。なお一度術に掛かった者は二度と目覚めないが、恋する人と接吻することで術は解かれる。この一件ではももこ（本人は気づいていない）とようすけとのファーストキスとなった。
おひ魔（おひま）
声 - 川田妙子
プリュイ第四の刺客。
宮川エリカの体を乗っ取り怠け心を植え付け「セント・サムシング・フォー」を奪おうとした。
口から放たれる怠け妖気の使い手で、愛天使たちを怠け者に変えた。
なお、おひ魔が持つ枕には光線による物を奪う力が備わっている。
サッチ魔（サッチま）
声 - 高木渉
プリュイ第五の刺客。
愛天使の正体を探ろうとした。愛のウェーブを嗅覚で察知する能力を持つ。
タン魔（タンま）
声 - 関俊彦
プリュイ第六の刺客。通称「チョッとタン魔」。
聖花園学園に忍び込んで花時計の愛のウェーブを奪い、学園全ての人間の時間を奪おうと企んだ。
人の時間を盗み自由自在に操る。
ナン魔（ナンま）
声 - くじら
アクエルダに仕える第一の刺客。カード使いの悪魔で、ロボットのような姿をしている。水晶玉に化けることも可能で、「ナンマイダー」が口癖。
恋人カップルを狙い悪魔占いで人々を不幸のどん底に落とし、さらに聖花園学園に乗り込み愛天使を誘き出そうとした。占いカードで人々を悪に染め、操る能力を持つ。また、占いカードは鞭や縄に形を変え、相手の動きを封じることもできる。
ダル魔（ダルま）
声 - 石森達幸
アクエルダ第二の刺客。
梶が身に着けているペンダントを「セント・サムシング・フォー」だと思い込み、奪おうとした。悪魔のシュート技を持つ。語尾に「〜ぷ」と付ける。
じゃ魔ポン（じゃまポン）
声 - 高乃麗
アニメのオリジナルキャラクター。カチューシャに仕える刺客。
じゃ魔ピーとは幼馴染。じゃ魔ピーが悪魔界に仕えていた頃の仲間の男の子。じゃ魔ピーを悪魔界の裏切り者だと見てカチューシャに従い、攻めていたが、じゃ魔ピーへの友情を隠し持っており、最終的に悪魔界と縁を絶ち、じゃ魔ッチョと共に暮らしていくことを決意した。
尾の先端からグリーン色の電撃光線を放つことができる。技として、じゃ魔ポンと融合合体することで、同じ姿の人間に化けることができる（ようすけの悪のウェーブを増幅させてヴィエントにする目的でももこに化け惑わせようとしたが、ようすけには二匹が化けたももこが偽物であると見抜かれていた）。またクロス合体（腕をクロスさせる）することで大じゃ魔に変身することができる。
じゃ魔ッチョ（じゃまッチョ）
声 - 水谷優子
アニメのオリジナルキャラクター。カチューシャに仕える刺客。
じゃ魔ピーとは幼馴染。じゃ魔ピーが想いを寄せる女の子。優しい妖精でじゃ魔ピーのよき理解者なのだが、じゃ魔ピーの優柔不断ぶりにやや呆れていたようで、最終的に孤立した際、じゃ魔ポンと親しくなった。
大じゃ魔（だいじゃま）
声 - 高乃麗、水谷優子
アニメのオリジナルキャラクター。
じゃ魔ッチョとじゃ魔ポンがクロス合体（腕をクロスさせる）した姿。基本人格はじゃ魔ッチョ。
最後はじゃ魔ピーの熱意に心を動かされ、ピーチによって浄化される。
クロス合体する時は「大じゃ魔クラッシュー」と叫ぶ。変身後はコックピットである両目に一匹ずつ収まりそのコックピットで操縦している。
技は、強力な悪のウェーブ（電撃要素含む）、邪気の風や竜巻、ピンク色の電撃光線を放つ。

#### 悪魔族の使い魔
サンダー
声 - 遠近孝一
悪魔族三人娘配下の悪魔。
強力なブルー色の雷を操り、標的に向けて電撃で縛り上げる。
大スズメ蜂
名は不明。ノイーズに仕える悪魔。
両方の羽から強力な超音波を発する。また、消滅する際に無数の金属製の針を飛ばしエンジェルピーチの動きを封じた。
ランポ
声 - 西村ちなみ
イグニスに仕える第一の刺客。
愛天使の正体を確かめる為に遣わされた悪魔。
強力なブルー色の雷を操る能力を持つ。また、光の糸を操り敵を縛り上げる。
ブラッキー
声 - 坂口賢一
イグニス第二の刺客。ナツミの愛のウェーブを探るために遣わされた悪魔。
空中戦が得意。口から邪気のブレスを吐く。また、連続攻撃することができる。
コウモリの姿から人型に姿を変える能力を持っている。
リュック
声 - 川田妙子
イグニス第三の刺客。愛天使の正体として、ももこを探るために送り込まれた。
後ろに背負っているリュックサックから愛のウェーブを吸い取ったり邪気を噴射することができる。また「とまれシール」を敵の額に貼ることで動きを封じることができる。
動きが素早くリリィとデイジーを手玉に取り、隙をついてシールで動きを封じる、更に遅れて駆けつけたピーチに対しても必殺技の構えを取った隙をついて同様に動きを封じ、３人の愛のウェーブを吸い取り絶体絶命のピンチに追い詰めるが、リモーネが現れ「セント・サムシング・ニュー」の登場により形勢不利となり敗北。その後ピーチによって浄化される。
ウキマ
声 - 立木文彦
イグニス第四の刺客。保育園で騒動を起こすために遣わされた悪魔。
扇子を武器に邪気から作り出した透明の玉に人々を閉じ込め空中に物体を浮かせて自由自在に操る能力を持つ。「ウキウキ」が口癖。
ウルフェン
声 - 山野井仁
イグニス第五の刺客。竹内が愛天使かを確かめるために遣わされた悪魔。
空中戦が得意。口から発せられる超音波を操る。
ポンプ
声 - 荒川太郎
ポタモスに仕える第一の刺客。たくろうに悪魔のエネルギーを蓄えさせ、憎しみを高めるために遣わされた悪魔。
イグニスを失い悲しむたくろうの体を乗っ取り反撃するも返り討ちにあい、敗北。最後にピーチによって浄化される。ホース口から敵を目掛けて邪気を噴射する。また「水鉄砲」の必殺技を持つ。
なおポンプ式のため技の発動に時間がかかり、水鉄砲を発動するも愛天使に技を避けられたことで技がイグニスを直撃し、イグニスの怒りを買ったこともあった。短気な性格。
シモシモ
声 - 柏倉つとむ
ポタモス第二の刺客。熱々のカップルを手当たり次第凍らせるために遣わされた悪魔。
ようすけに避けられたことで腹を立てたポタモスは彼を呼び出し、怒りの矛先はカップルたちへと向けられた。
口から冷凍ブレスを噴射し、仲のいいカップルを瞬時に凍らせる能力を持つ。リリィレインボーも凍結させた。また全部で14匹いるシモシモが合体することで、巨大シモシモとなり冷凍ブレスもパワーアップする。語尾に「〜シモ」と付けることが多い。
フス魔
声 - 大林隆之介
ポタモス第三の刺客で、彼女の憂さ晴らしのための道具として遣わされた悪魔。
ももこの手編みのマフラーを解こうとしている所をクラスメイトたちに目撃され、非難を浴びたポタモスが彼らを逆恨みし、その怒りを解消するために呼び出され、クラスメイトたちを異次元空間へ迷い込ませた。
空間を操り、中に入った人を別世界に迷い込ませることができる。また邪気から作り出した分身攻撃の技を持つ。攻撃以外にもハサミなどの物に化けることもできる。
ギャグネタを連発する陽気な性格をしている。
蝶（ちょう）
声 - 寺下由紀子
ポタモス第四の刺客。ももことようすけが抱き合っていると思い込んだポタモスが、その復讐のために送り込んだ悪魔。
口先のノズルを相手の腕に突き刺し、先端から猛毒の悪魔のフォースを体内に注入することができる。
エンジェルリリィの技を破った後、右腕に悪魔のフォースを注入し瀕死の状態にするが、駆けつけたリモーネの剣によって斬られ消滅する。その後リリィはリモーネの応急処置によって救われるが、その代わりにリモーネ自身が悪魔のフォースに侵される。悪魔のフォースが全身に回る寸前、リモーネは自身の手で剣を自身の体に突き刺し瀕死の状態になるが、リリィを初めとする愛天使たちの愛のウェーブのパワーによって復活する。
コウモリ
声 - 遠近孝一
かつて純天使リリィ（リリィの前世）の左腕に噛み付いて悪魔のフォース（猛毒）を体内に注入し瀕死の状態にした悪魔。
偶然通りかかったリモーネの剣によって斬られて消滅し、リモーネの応急処置によってリリィは救われた。その代わりにリモーネが悪魔のフォースに侵されるが、最後にリリィの愛のウェーブによって救われている。
リオ魔（リオま）
声 - 結城比呂
ポタモス第五の刺客。ようすけをポタモスの思い通りにするために遣わされた悪魔。
ようすけが自身を放ったらかしにしてももこと会っていると思い込んだポタモスが、怒りから呼び出した。ようすけを操ってしまおうと企むが、最後の最後でじゃ魔ピーに見破られる。その後愛天使たちを後述の能力で操り、愛天使の技でピーチを倒そうとするが、逆にピーチを元気にしてしまうなどのドジを踏み、最後にピーチによって浄化される。
櫛の二刀流の使い手で、相手の髪の毛一本を盗んで自身が持つ金の櫛に吸収させることで、人を操り人形のように自由自在に操る能力を持つ。エンジェルリリィとエンジェルデイジーもこの能力の餌食となり、操られた。また櫛の歯をミサイルとして発射することもできる。語尾に「〜おま」を付ける。
タマタ魔（タマタま）
声 - 池澤春菜
ポタモス第六の刺客。愛天使たちとの戦いで、助っ人として現れた。
無数の温泉タマゴ型の爆弾を敵に向けて放つ。また、殻を閉じることで敵の攻撃を防ぐことができる。技を放つ時は、「温泉タマタ魔」と言う。「タマ」や「タマラン」が口癖。さらに第二形態に変化する能力を持ち、炎のフェニックスへと姿を変えて口から強力な火炎ブレスを吐くこともできる。第二形態では怪獣の声へと変わる。
雪ダル魔（ゆきダルま）
声 - 肥後誠
ポタモス第七の刺客。ラブレターに浮かれている人間たちを皆冷たく冷やすために遣わされた悪魔。
しずかがようすけからラブレターの返事をもらったことでポタモスはようすけに対し腹を立て、新たに彼を呼び出し、ようすけやラブレターに浮かれている人間たちを冷たく冷やそうと企んだ。リリィとデイジーを氷漬けにしたが、最後は愛天使4人の友情から生まれ出た「セント・サムシング・フォー」4つの力が1つに纏まった愛のウェーブのパワーにより浄化される。
風雪を自由自在に降らせ、口から雪のブレスを吐く能力を持つ。また剣で斬られることによりパワーが増し巨大化する。さらに分裂することで大勢の人々を一気に氷漬けにすることもできる。なお剣で斬られた部分は再生することができる。
小悪魔（こあくま）
声 - 遠近孝一
純天使フリージアを殺害した悪魔。
一度はフリージアに倒されかけるが、止めを刺すことをためらったサルビアの隙を狙いフリージアを殺害した。その後、フリージアを殺害された怒りによりサルビアに殺害され消滅する。
額の角を変化させ、相手の体に一気に突き刺す能力を持つ。
ハン魔ー（ハンまー）
声 - 笹岡繁蔵
ペトラーに仕える第一の刺客。ファルゼン族の戦士。人の心を操る悪魔。
ロボット人間改造作戦として生徒たちを全てペトラーの親衛隊に作り上げ、愛天使たちを叩き潰そうと目論む。
デビルハンマーで人の頭を叩くことで人の心を惑わし、催眠状態に陥らせて意のままに操る。攻撃技としてデビルハンマーを回転力を加え敵に向けて投げ飛ばす。さらにデビルハンマー2本を合体させて回転力を加え、敵に向けて投げ飛ばして回転させ、敵に叩きつける必殺技「バーブルハンマー」を持つ。また自身の体を捻じることで紐状に姿を変え、あらゆる隙間も通り抜けることができる。
悪魔パワー測定装置を所持している（普段はパンツの中に仕舞い込んでいるが、後にペトラーに手渡された）。デビルハンマーで人の頭を叩く時「アン・ハッピー」と叫ぶ。
ソージ鬼（ソージき）
声 - 土師孝也
ペトラー第二の刺客。レインデビラから使わされた蟷螂型の悪魔。
人間から愛のウェーブを吸い取り悪魔ウェーブに変換してペトラーに送り込む能力を持つ。
ホースの吸い込み口から邪気の風を噴射することができる。また同じく吸い込み口から愛天使たちやリモーネを一気に吸い込み、体内にある魔の空間に閉じ込めて自身の体内から愛天使たちの技や愛のウェーブを吸い取ることも可能。そのため愛天使たちの技が一切効かない恐るべき強敵であるが、「セント・サムシング・フォー」の強力な力が彼の体の容量の限界を超えていたため、自身の体が破裂し愛のウェーブに包まれ浄化された。
雪之丞変化魔（ゆきのじょうへんげま）
声 - 真殿光昭
ペトラー第三の刺客。
ももこたちの友情を引き裂いて憎み合うように仕向け、邪悪なエネルギーを吸い取ろうと企むが、じゃ魔ピーに見破られる。
吹雪を操る能力を持つ。さらに地面の雪や氷を操り相手の足の動きを封じる技を持つ。また人間と同じ姿に化けるのが得意で、愛天使たちを戸惑わせた。愛天使たちを氷漬けにし、絶体絶命に追い込むが、愛天使たちはその場にいたたくろうの腕輪から噴射される愛のウェーブで救われた。その後愛天使たちの反撃にあい、敗北。最後にピーチによって浄化される。なお誘いウェーブで相手を怒らせることができるが、人間界ではウェーブが低かったため効果がなかった。
語尾に「〜おじゃる」と付けることが多い。

## 番外編に登場したメカ
LD-BOXとDVD-BOX映像特典『ごめんね ようすけの巻』および『愛天使戦隊最後の戦い』に登場。

### ごめんね ようすけの巻

#### 愛天使ロボ
メカピーチ
ウェディングピーチの姿をしたウェディングドレス型のスーパーロボット。
スカート内のロケットノズルで高速飛行が可能。装備はセントオペラシオン型の「ケーキに入刀ブレード」で、メカリリィとメカデイジーによって完成させたウエディングケーキ型の炎に入刀する技。ドレスを分離することによりファイティングメカピーチにお色直しする。
決めゼリフ「これやこの、犬も歩けば桃の花、泰平の眠りを覚ます蒸気船のようなことをするなんて」-「愛天使ロボ・エンジェルデイジー」-「愛天使ロボ・エンジェルリリィ」-「そして、愛天使ロボ・ウェディングピーチはとってもご機嫌ナナメだわ!」
ファイティングメカピーチ
メカピーチがお色直しでチェンジしたファイティングタイプ。
数々の超兵器を装備しているらしい。ヒッサツ武器はセントミロワール型の「セントミロワール・ブライダルフラッシュ・デラックス」。
決めゼリフ「ウェディングチェンジ! お色直し!」-「エンジェル・アムール・ピーチ!」「エンジェル・プレシアス・リリィ!」「エンジェル・クラージュ・デイジー!」-「3人揃っておめでとう!」
コックピット内でももこが泣くとメカピーチも涙を出す。
メカリリィ
エンジェルリリィの姿をしたウェディングドレス型のスーパーロボット。
スカート内のロケットノズルで高速飛行が可能。装備は「キャンドル・サービス・ファイヤー」で、デイジーとの火炎放射による合体技によりウエディングケーキ型の炎が完成し敵のロボを炎で包み込む。ドレスを分離することによりファイティングメカリリィにお色直しする。
ファイティングメカリリィ
メカリリィがお色直しでチェンジしたファイティングタイプ。数々の超兵器を装備しているらしい。
メカデイジー
エンジェルデイジーの姿をしたウェディングドレス型のスーパーロボット。
スカート内のロケットノズルで高速飛行が可能。装備はメカリリィと同じく「キャンドル・サービス・ファイヤー」。ドレスを分離することによりファイティングメカデイジーにお色直しする。
ファイティングメカデイジー
メカデイジーがお色直しでチェンジしたファイティングタイプ。数々の超兵器を装備しているらしい。
メカじゃ魔ピー
じゃ魔ピー専用の愛天使サポートロボット。キャタピラで走行。リモーネ長官の移動手段としても重宝されている。武装は「じゃ魔じゃ魔パンチ」。
ウェディングロボ
メカピーチとメカデイジーとメカリリィが合体した究極形態。愛天使達の最後の力が解放されることにより合体する。
本編の次回予告のみ登場した。

#### 悪魔仮面率いるメカ
悪魔仮面 / プリュイR（プリュイ アール）
声 - 矢尾一樹
愛天使達に借りを返したい一身で、地獄の底から舞い戻り昔の体を捨てて改造悪魔となった。
行方不明のようすけが人質として捕われていたが、ピーチ達の活躍によって救われる。
サッチ魔Xに乗り込み愛天使ロボ達と戦うも、最後はファイティングメカピーチの必殺攻撃によって巨大ロボットは大破し、その衝撃により空の彼方へと飛んでいった。
サッチ魔X（サッチま エックス）
悪魔仮面が所持するブルー色の巨大ロボット。コックピットにはプリュイRが乗り操縦する。装備はサッチ魔バイヤのミサイル攻撃。
最後はファイティングメカピーチの必殺武器セントミロワール・ブライダルフラッシュ・デラックスにより大破させられる。
レインデビラZ（レインデビラ ゼット）
全ての世界を破壊する為に作られた超悪魔戦艦。
物語の最後に登場した最強最後の敵。
本編の次回予告ではカマキリ型のロボットとして登場。

### 愛天使戦隊最後の戦いの巻

#### 愛天使のメカ
ウェディングピーチ専用バイク
ウェディングピーチが乗るバイク。
エンジェルポタモス専用バイク
エンジェルポタモスが乗るバイク。
スーパーラブリーマグナム
ウェディングピーチたちの武器が合体して完成する戦車型最終兵器。必殺技「セント・ハネムーン・アタック」を放つ。

#### 機械魔軍団のメカ
暗黒王 / プリュイRR（プリュイ ダブルアール）
声 - 矢尾一樹
機械魔軍団の首領。ウェディングピーチ達を狙う黄金の巨大ロボット。通常横に寝そべっており、おジャ魔族に格下げになったプリュイRRが操っている。最後は愛天使達の究極の合体攻撃技「セント・ハネムーン・アタック」により巨大ロボットは大破し、その衝撃によりプリュイRRは空の彼方へと飛んでいった。
元ネタは仮面ライダーXのキングダーク。
サッチ魔XX（サッチま ダブルエックス）
声 - 高木渉
暗黒王の部下。機械魔軍団の軍団長。人質として偽の愛天使達（実は人形）を使いピーチとポタモスを誘き出そうと企むが、作戦がかなりせこかったせいで、リモーネにあっさりと見破られた。その後軍団全てが愛天使戦隊達に倒され、最後にピーチによって軍団全ての者達が浄化された。

## 愛天使ファイターエンジェルの設定
愛天使達は普段の姿から一旦ウェディングドレス姿に変身する。これは愛のウェーブを大幅に引き上げる働きを持つ。その後戦闘に特化した軽装･強化装甲装備のファイターエンジェルとなることで運動性･機動性と戦闘能力が上昇する。全員共通の特徴として右の太ももに黄金のホーリーリングを装着している。なお、スポンサーのトミーが発売していた製品（人形の着せ替え衣装）ではそれぞれのドレスにちゃんとした名前が与えられている。二段変身のコールの中間に愛にまつわるフランス語があしらわれているのも特徴。

### 愛天使ウェディングピーチ
花咲ももこが変身する。友人のゆり、ひなぎくと部活動から帰宅する途中、悪魔プリュイに襲われ携帯していた指輪を奪われそうになった。そこへ突如助けに現れた青年天使リモーネから与えられた「セント・ミロワール」（手鏡）を使い、「愛天使ウェディングピーチ」に変身し、愛を憎む悪と戦っていく。原作では初めには「セント・カメラ」を与えられた（「ブライダル・フラッシュ」はそこから生まれた技でアニメで初期に使われたのはその名残）。
愛天使の時のコスチュームは、白とピンクを基調としたウェディングドレス。愛のウェーブが高まると、赤いハイレグレオタードと白のスカートを身に付けたファイターエンジェルに「ウェディングチェンジ・お色直し!」（二段変身）する。レオタードの上に赤いブレストアーマーがつき、大きな羽飾りの付いた赤いハート形の宝石が胸に輝く。くるぶしにリボンをつけた深紅のハイヒールを履いている。続編のOVA『DX』では頭の左右につけた黄色いリボンが白い羽飾りに変化する。
花のモチーフはピンク色の桃花。イメージカラーは赤色。愛の女神の血筋によって選ばれた、愛の世代継承を司る「セント・サムシング・オールド」の守護者。母から受け継いだ赤い宝石の「指輪」にそのエネルギーが宿っている。
決めゼリフ
「ウェディング・ビューティフル・フラワー!」 - 変身
「○○の善き日に××なんて許せない! 愛天使ウェディングピーチはとってもご機嫌ななめだわ!!」（○と×の部分はシナリオや季節によって変わる） - 決め口上
「ウェディングチェンジ・お色直し!」-「エンジェル・アムール・ピーチ!」 - 二段変身
「ミルクで乾杯! 3人揃っておめでとう!」 - 3人が揃った時
「お開き宣言!」-「これにて事件をお開きとさせていただきます!」 - 事件解決
ウェディングドレス時での必殺技
ラブリー・オペラシオン・タンピート
自身の持つブーケをキャンドル型のステッキ「セント・オペラシオン」に変形させ、悪魔に取り付かれた人に愛のウェーブを浴びせ悪魔を追い払う技。
いけないウェディング〜愛の逃避行〜
攻撃とは違い、ヴィエントと化したようすけを狙う悪魔から守るため、「セント・オペラシオン」を頼りに瞬間移動でようすけの前に現れ、ようすけを抱きかかえて空中移動で窮地から脱出する。
ファイターエンジェル時での必殺技
ブライダル・キック
ドレス時でもファイターコスチューム時でも出来るピーチ唯一の格闘技で、飛び蹴り。
セント・ミロワール〜ブライダル・フラッシュ
お色直ししたピーチの初期の必殺技。
「セント・ミロワール」から大きな赤いハート形のビームを発射し、悪魔に浴びせて浄化する。この攻撃を食らった悪魔族は悪の心を浄化され、改心する。原作ではブーケが変化した「セント・カメラ」と呼ばれるアイテムを使い、ストロボの光で悪魔を浄化する技である。
シールド・バリア（無名の技）
ファイターエンジェルの胸飾りの赤いハートから放たれる友情ウェーブによるバリアで、相手の攻撃を跳ね返す力も備わっている。
セント・クリスタル・ラブフォーユー
後半からセント・サムシング・フォーのひとつである「セント・サムシング・オールド」によって繰り出せるようになった「ブライダル・フラッシュ」を超越したピーチの新たな必殺技。
「ウェディング結納返し!」という掛け声で、「セント・サムシング・オールド」によって創り出した「セント・クリスタル」から敵の邪気を吸収し愛のウェーブに変換、水晶球から発射し悪魔に浴びせて浄化する。妖気を吸収している間は相手の心を感じ取ることが出来る。
ティアラ・フリスビー（無名の技）
ティアラを外し、回転させることによって円盤状に変化させて敵に向かって投げつける技。敵の妖気を切り裂くことができる。
ウェディングピーチ・カット
「聖花剣（ウェディング・ソード）」で悪魔を切り裂き浄化する。アニメでは未登場。

### 愛天使エンジェルリリィ
谷間ゆりが変身する。原作では、悪魔プリュイの生み出した邪気による魔渦にピーチ共々巻き込まれ死亡した後、悲しむピーチの友を思う愛のウェーブによって蘇生し、その余波で愛天使に変身できる能力を得た。アニメでは母・エレナが悪魔プリュイの従えるじゃ魔ピー（悪）に乗っ取られて襲い掛ってきた時、幻影として現れた女神アフロディーテに与えられた「セント・リプライナー」（ペンダント型口紅）をかざし、「愛天使エンジェルリリィ」となる。
愛天使の時のコスチュームは水色を基調とし、胸元から首回りにかけて黄色に縁取られ、頭部に大きなユリの花が2つ飾られたウェディングドレス。愛のウェーブが高まると、青いハイレグレオタードに白のスカートを身に付けたファイターエンジェルに「ウェディングチェンジ・お色直し!」（二段変身）する。レオタードの上に金色で縁取られた1対の白いブレストアーマーと、アーマーを繋ぎ止める大きな青紫の宝石がつく。青いハイヒールを履いている。身体能力と柔軟性が高いため水泳や新体操を生かした攻撃が得意。ただし悪魔族との戦闘ではデイジーとともにピンチになることが多く、ピーチやサルビアに助けられるといった展開が多い。
花のモチーフは黄色のユリ。イメージカラーは青色。天使界における守護天使のひとり純天使リリィの転生者。愛の清浄を司る「セント・サムシング・ブルー」の守護者。学園教会裏の墓地にある祖母の墓に収められていた一対の青い「イヤリング」にそのエネルギーが宿っている。
決めゼリフ
「ウェディング・グレイスフル・フラワー!」 - 変身
「"清純"と言われしリリィの花言葉、咲かせて愛を授けます!」 - 決め口上
「ウェディングチェンジ・お色直し!」-「エンジェル・プレシアンス・リリィ!」 - 二段変身
必殺技
リリィ・キック
ドレス時でもファイターコスチューム時でも出来るリリィ唯一の格闘技。
セント・リプライナー〜リリィ・レインボー
「セント・リプライナー」の力で右手の指先から虹色のリボンを創り出し、相手にぶつける。アニメでは「セント・リプライナー」から虹色のリボンを創り出す技。
相手を縛って動けなくする他、攻撃を防いだり、物を動かしたりと応用性の高い技である。敵の冷凍攻撃に対し凍らされてしまい、通用しなかった際には自身の不甲斐なさを恥じている。
リリィレインボー・ライトシャワー
高く持ち上げた「セント・リプライナー」から虹色の眩い閃光を発して、闇を払われている。アニメでは未登場。
セント・シュトラール・スターダスト
後半で手に入れたセント・サムシング・フォーのひとつである「セント・サムシング・ブルー」によって繰り出せるようになった「リリィ・レインボー」を超越したリリィの新たな必殺技。
「乙女の恥じらいヴェール!」という掛け声で、「セント・サムシング･ブルー」と「セント・リプライナー」によって創り出した「セント・シュトラール」から無数の星型の愛のウェーブを飛ばす。また攻撃だけでなく暗闇の中での明かりの代わりや敵の攻撃から防ぐシールド・バリアとしても使うことができる。
百烈キック
LD-BOXの映像特典『愛天使戦隊最後の戦い』で使用。
襲い掛かる敵に無数の足のごとく蹴り続け、相手は「あべし」「ひでぶ」と叫んでダウンしてしまう。

### 愛天使エンジェルデイジー
珠野ひなぎくが変身する。原作では、悪魔プリュイの生み出した邪気による魔渦にピーチ共々巻き込まれ死亡した後、悲しむピーチの友を思う愛のウェーブによって蘇生し、その余波で愛天使に変身できる能力を得た。アニメでは、父・雅弘が結婚記念日に妻・明美に渡そうとしていた指輪をプリュイの操る男性に奪われ、取り返しに向かった際に青年天使リモーネから与えられた「セント・パンデュール」（腕時計）を身に付け、「愛天使エンジェルデイジー」となる。
愛天使の時のコスチュームは薄黄色と白を基調とし、頭部に小さなヒナギクの花を飾ったウェディングドレス。愛のウェーブが高まると、黄色いハイレグレオタードと白のスカートを身に付けたファイターエンジェルに「ウェディングチェンジ・お色直し!」（二段変身）する。黄色いレオタードの上に銀色に縁取られた1対の白いブレストアーマーと、アーマーを繋ぎ止める大きな翡翠の宝石がつく。ヒールが高めの白いショートブーツを履いている。
花のモチーフは白色のヒナギク。イメージカラーは黄色。天使界における守護天使のひとり純天使デイジーの転生者。友愛の絆を司る「セント・サムシング・ボロー」の守護者。他者（原作では母親、アニメ版では友人）から預かった「ロケット・ペンダント」にそのエネルギーが宿っている。
運動が得意ではあるが、戦闘においては他の愛天使に比べて取り立てて戦闘能力が高い描写は見られず、自身にスポットが当たる話以外ではエンジェルリリィとともに敵に苦戦するシーンがやや多い。
決めゼリフ
「ウェディング・アトラクティブ・フラワー!」 - 変身
「デイジーは無邪気な心の象徴だ! 邪悪な風なんか吹き飛ばしてやるぜ!」 - 決め口上
「ウェディングチェンジ・お色直し!」-「エンジェル・クラージュ・デイジー!」 - 二段変身
必殺技
デイジー・パンチ
ドレス時でもファイターコスチューム時でも出来るデイジー唯一の格闘技。
シールド・バリア（無名の技）
「セント・パンデュール」をかざすことでバリアとなる。
セント・パンデュール〜デイジー・ブリザード
「セント・パンデュール」の力で左手のひらから花吹雪を創り出し、相手に向けて放つ。アニメでは「セント・パンデュール」から泡状の吹雪を放ち、相手を凍結させる効果もある。
セント・トルナード・ドリーミング
後半で手に入れたセント・サムシング・フォーのひとつである「セント・サムシング・ボロー」によって繰り出せるようになった「デイジー・ブリザード」を超越したデイジーの新たな必殺技。
「愛のメモリアルキャンドル!」という掛け声で、「セント・サムシング・ボロー」と「セント・パンデュール」によって創り出した「セント・トルナード・ドリーミング」から愛のウェーブの青い竜巻を飛ばす。
かめはめ亀
LD-BOXの映像特典『愛天使戦隊最後の戦い』で使用。
両腕を後ろで伏せて勢いよく巨大な亀を飛ばし放つ。

### 愛天使エンジェルサルビア
スカーレット小原が変身する「天界の戦士」。他の三人と異なり、アイテムを使わず自身の天使の力で、「愛天使エンジェルサルビア」に変身することが出来る。二段変身の際にティアラの「セント・サムシング・ニュー」が必要であり、額につけた後、ファイターエンジェルの姿へ変身する。
ウェディングドレスは薄紫色で、頭の左右と胸元に情熱的な大輪の花をつけている。愛のウェーブが高まると、紫色のハイレグレオタードと白のスカートを身に付けたファイターエンジェルに「ウェディングチェンジ・お色直し!」（二段変身）する。ヒールが高めの紫と白を基調とするショートブーツを履いており、続編のOVA『DX』では膝まであるロングブーツに変化する。
花のモチーフは赤いサルビア。イメージカラーは紫色。天使界における守護天使のひとり純天使サルビアで、新たなる愛の発生を守護する「セント・サムシング・ニュー」の守護者。原作では母から受け継いだ輝く黄金の「ティアラ」にそのエネルギーが宿っている。
セント・ピュア・ソードを用いた戦闘力はデイジー、リリィよりも高く、2人が苦戦する敵に対しサルビア1人で優位に戦う場面が多く見られる。
ただし、独断で戦ってピンチに陥ることもある。
決めゼリフ
「ウェディング・エクセレント・フラワー!」 - 変身
「"燃える心"はサルビアの花言葉! 闇に蠢く悪魔ども、汚れた魂を消し去ってやる!」 - 決め口上
「ウェディングチェンジ・お色直し!」-「エンジェル・パッシオーネ・サルビア!」 - 二段変身
必殺技
セント・ピュア・ソード
自身の武器「セント・ピュア・ソード」を用いて相手を縦横無尽に斬りつける。
情熱のケーキカット
自身の武器「セント・ピュア・ソード」に愛のウェーブを集中させ、強力な電光を纏わせた剣を用いて相手を切り裂くサルビアの必殺技。
セント・ピュア・ソード〜情熱のケーキカット
原作漫画版の必殺技。
アニメ版の必殺技「情熱のケーキカット」と同じだが、こちらでは剣から電撃を飛ばすことができる。
セント・ピュア・ソード〜ブライダル・ファイヤー
自身の武器「セント・ピュア・ソード」に愛のウェーブを注いで灼熱の烈炎を放ち、敵を消滅させるサルビアの必殺技。
シールド・バリア（無名の技）
自身の武器「セント・ピュア・ソード」を正面に向けてバリアを張り敵の攻撃を防ぐ技。
アーモンド・ダスト
LD-BOXの映像特典『愛天使戦隊最後の戦い』で使用。
白鳥のような構えで自身の体を回転させると同時に無数のアーモンドを飛ばし敵を倒す。

### 愛天使エンジェルポタモス
川浪ひろみが変身する5人目の愛天使。LD-BOXの映像特典『愛天使戦隊最後の戦い』のみ登場。
水魔ポタモスの時と同じ髪型とデザインである。愛天使の時のコスチュームは、頭の中央、後ろ腰と両手首に大きなオレンジ色のバラをつけており、薄緑色を基調としたスケッチ風のウェディングドレス。愛のウェーブが高まると、黒いハイレグレオタードと白のスカートを身に付けたファイターエンジェルに「ウェディングチェンジ・お色直し!」（二段変身）する。赤色の手袋で後ろ腰に同色のリボンがつけ、黒いハイヒールを履いている。愛天使の中で彼女だけが專用武器がない。イメージカラーは黒色。
決めゼリフ
「ウェディングチェンジ・お色直し!」-「エンジェル・ジュテーム・ポタモス!」 - 二段変身
必殺技
ポタモス・パンチ
LD-BOXの映像特典『愛天使戦隊最後の戦い』で攻撃した際に使用。
自身の左腕のブースターを飛ばし、Pの文字と化して相手に命中させる。

### 合体技
ファイターエンジェルの合体必殺技
エンジェル・ラ・ムーン（3人の合体技）
ファイターエンジェル3人が背中合わせに体を外側に向け、胸飾りから放射される愛のウェーブにより大勢の者を浄化する。猛毒の悪魔のフォースに侵されたリモーネを救う為にも使用された。なおこちらでは、リモーネを囲んで3人が向かい合い、愛のウェーブを大量に浴びせる。
セント・サムシング・フォー（4人の合体技 / 無名の技）
愛天使4人の心が一つになった時に発動する技。
愛天使4人が身に着けている「セント・サムシング・フォー」の4つの力が1つに纏まった時にジュエルボックスが開き、四方八方から噴射される巨大な愛のウェーブであらゆる者を浄化する。
セント・ハネムーン・アタック（5人の合体技）
LD-BOXの映像特典『愛天使戦隊最後の戦い』で使用。
愛天使達5つの武器を合体させてエネルギーを一つに合わせ、敵に向けて発射する。なおポタモスは個人用の武器を持っていない為、ピーチから「セント・オペラシオン」を借りた。

### 関連アイテム
聖手鏡（セント・ミロワール）
花咲ももこが使用する変身アイテム。アニメ版では単なる変身アイテムであると同時に「ブライダル・フラッシュ」を撃つための発光源なのだが、原作漫画版では、お邪魔族に取り憑かれた人間を見つけ出して透視し、取り憑かれた場所を特定するための探知スコープとしての役割があり、フラッシュを撃つ際には聖カメラ（後述）に変現する。
聖口紅（セント・リプライナー）
谷間ゆりが使用する変身アイテム。
「セント・サムシング・ブルー」と共鳴し「セント・シュトラール」を呼び出した。
聖腕時計（セント・パンデュール）
珠野ひなぎくが使用する変身アイテム。
「セント・サムシング・ボロー」と共鳴し「セント・トルナード・ドリーミング」を呼び出した。
コルトバイフィジェット P・シェープド・変身デバイス
LD-BOXの映像特典『愛天使戦隊最後の戦い』でエンジェルポタモス変身した際に使用するP字形のミニデバイス（携帯電話）のようなアイテム。
セント・オペラシオン
ウェディングピーチが使用する武器。自身の持つブーケをキャンドル型のステッキに変形させたもの。
聖花剣（ウェディング・ソード）
相手を切り裂くフルーレ型のウェディングピーチ専用武器。アニメでは未登場。
聖カメラ（セント・カメラ）
ウェディングピーチが使用する武器。漫画版では「聖手鏡（セント・ミロワール）」が変形したアイテムで、必殺技を放つ際に使用される。アニメでは登場しない。
セント・ミロワール
お色直ししたウェディングピーチが使用する初期の武器。
聖水晶（セント・クリスタル）
お色直ししたウェディングピーチが使用する新たな武器。短いロッド型。
セント・シュトラール
お色直ししたエンジェルリリィが使用する新たな武器。バトン型。
セント・トルナード・ドリーミング
お色直ししたエンジェルデイジーが使用する新たな武器。短いステッキ型。
セント・ピュア・ソード
お色直ししたエンジェルサルビアが使用する長い剣型の武器。
セント・サムシング・フォー
オールド（古い物）、ブルー（青い物）、ボロー（借りた物）、ニュー（新しい物）の四種類。
四つの幸福の象徴であり、幸せが長く続くようにと天使界に愛のウェーブを送り続けてきた聖物。天使界にとって無くてはならない物であり、失うことは天使界の崩壊を意味する。原作ではセント・サムシング・フォーの力で「愛の超天使（愛のスーパーエンジェル）」としてパワーアップすることができる。
セント・サムシング・オールド
所持者は花咲ももこ。愛の世代継承を象徴する。「セント・クリスタル」を呼び出すことの出来る赤い宝石の指輪。
セント・サムシング・ブルー
所持者は谷間ゆり。幸せの象徴である。聖口紅と共鳴し「セント・シュトラール」を呼び出すことの出来る一対の青いイヤリング。
セント・サムシング・ボロー
所持者は珠野ひなぎく。友愛を象徴する。聖腕時計と共鳴し「セント・トルナード・ドリーミング」を呼び出すことの出来るロケット・ペンダント。
セント・サムシング・ニュー
所持者はスカーレット小原。新しい愛の誕生を象徴する。金のティアラ。
ジュエルボックス
真の「セント・サムシング・フォー」の一つを呼び覚ました時に現れるボックス。ボックスが開くことで、各所有者の愛天使達の手に渡る。また愛天使達4人の心が一つになり、「セント・サムシング・フォー」の4つの力が合わさったときに再度ボックスが現れて開き、強力な愛のウェーブが噴射される。元は「セント・サムシング・フォー」を収納する蓋付きの宝石箱型のアイテムで、中央にはティアラ、左側には指輪とイヤリング、右側にはペンダントが収納される。
商品化の際には「セント・メロディ・ボックス（聖音箱）」という名称で発売された。

## 作中用語
三世界
人間界、天使界、悪魔界の三界。
天使界
三世界の一つ。女神アフロディーテが統治する世界。
悪魔界
三世界の一つ。女王レインデビラが統治する世界。
闇の世界 / 消滅の渦
悪魔界とは異なる別次元の無の世界。一度落ちると悪魔界や人間界に永久に戻ることはできない。
レインデビラが、悪魔族達の処刑用として使った。
聖花園学園（せいはなぞのがくえん）
花咲ももこ、谷間ゆり、珠野ひなぎくの三人が通う学園。
愛天使
愛の女神の血筋や守護天使の転生者から選ばれた伝説の戦士。
愛のウェーブ
愛のパワー。愛天使の力の源。変身する事で愛のウェーブに包まれる。恋愛や幸福、情熱や優しさから生まれ出る。悪魔ウェーブの対極。
友情のウェーブ
友情のパワー。三人の熱い友情のバリアの力で、愛天使であることは敵に気づかれないようになっているが、一定ランク以上の敵と遭遇した場合には敵の嗅覚により見破られる危険性が高くなる。なおウェーブが低いと変身アイテムが石化し愛天使への変身が不可能となる。お誘いウェーブの対極。
悪魔ウェーブ（闇の妖気）
闇のパワー。悪魔族の力の源。怒りや憎しみ、悲しみから生まれ出る。愛のウェーブの対極。
お誘いウェーブ
怒りのパワー。友情のウェーブの対極。使い魔・雪之丞変化魔が使用する。
悪魔のフォース
天使族や愛天使達にとっては猛毒となる物。フォースに侵された者は肌が紫色に変わり、最後には悪魔に心を奪われる。応急手段として誰かに口で吸ってもらうことで助かるが、その場合相手が毒に侵される。愛のウェーブを浴びることで解毒されるが、その為には大量の愛のウェーブが必要である為必ずしも助かるとは限らない。
純天使
愛天使達の転生前の姿。純血の天使で、人間と天使との混血を含まない。
天使族
天使界に住む種族。
悪魔族
悪魔界に住む種族。女王に仕える。
おじゃ魔族
悪魔界の種族の一つ。悪魔族のペット。人間に取りついて操る能力を持つ。
風魔ガスト族
悪魔界の種族の一つ。邪気の風を操る。剣が得意。
水魔族
悪魔界の種族の一つ。水を操る。
水魔アクア族
悪魔界の種族の一つ。水や氷を操る。姿形を変えることが得意で、あらゆる水の空間を通り抜けることも可能。
火魔ピュール族
悪魔界の種族の一つ。炎や雷を操る。
ファルゼン族
悪魔界の種族の一つ。凶暴性が高い。
風魔族（原作） / ラファール族（アニメ）
悪魔界の種族のリーダー的存在。悪魔界の秩序を重んじる種族で、悪魔族最強と言われる。高い自然回復能力を持つ。剣が得意。
お守りの鈴（原作漫画版：お守りの腕輪）
風摩ようすけが所持している父親の形見の鈴。ももこの指輪と共鳴し「セント・サムシング・オールド」を呼び覚ました。ようすけの危機やヴィエントの変身直前に鈴の音が響く。
原作版では鈴ではなく腕輪になっており、ようすけが母親より「父が残していったものだから肌身離さずにつけておくように」と渡されていたもの。ようすけの危機に際して、力と共に強烈な邪気（魔のフォース）を放つ。ももこが触れた際にも同様に邪気を放ち、ももこを気絶させた。そして、この腕輪の存在がスカーレットの前世の記憶の中にあった腕輪と一致した事で彼女にようすけを殺す決意をさせる事となった。
契約の腕輪
イグニスとの魔の契約のため使われ、以後雨野たくろうが所持することになる。イグニスの亡き後は形見としてたくろうの手許に残り、後に愛天使達がピンチに陥った時、たくろうの強い思いが腕輪から愛のウェーブとなって噴射され、危機を救った。
堕天使
OVA版DXに登場。天使と悪魔の和解を否定したために地上へ追放され、悪に染まった天使。
黄金の像
OVA版DXに登場。黄金仮面の体の一部でマスク（頭）にあたる。体と一体化することで、悪魔族本来の力を取り戻す。

## テレビアニメ版
1995年4月5日から1996年3月27日まで、テレビ東京系列の水曜18時枠において系列局同時ネットで放映された。湯山邦彦監督作品。
アニメーション制作はケイエスエスがオー・エル・エムに委託する形で行われており、オー・エル・エムのスタッフも多数起用されているが、クレジット上はケイエスエスのみとなっている。
スポンサーのトミー初の女児向けキャラクターとされており、トミーは「そろそろセーラームーン以外が出てきてもいいはずだ」としている。テレビ放映終了後に、読売広告社が持っていた木曜18時枠（本作品を放送していた当時は『ふしぎ遊戯』を放送）と代理店を入れ替えている。そのため、NASにとっての次番組は『水色時代』になる。
のち海外においても、ドイツ（RTL II・2001年）、スペイン（バズチャンネル、アンテナ3・1999年）、韓国（MBC・1996年、SBS・1999年、トゥーニバース・1996年/2013年）、香港（TVB・1997年）、台湾（CTS・1997年）、インドネシア（Indosiar・1997年）、タイ（チャンネル3・1998年）、フィリピン（ABS-CBN・2000年）などで放送されている。特に韓国においては3つの放送局で放映され吹き替え版も4つという過熱ぶりを見せた。またドイツにおいては人気の過熱により日本では行われなかった谷沢学年誌版の単行本化（上述・後述）が2002年に世界で最初に行われた上で、谷沢の他の作品にも注目がなされる事となり、彼女が日本を離れて海外で活動するきっかけにもなった。

### スタッフ
- 原作 - 富田祐弘、谷沢直、テンユウ
- 企画 - 本村眞章
- プロデューサー - 岩田圭介（テレビ東京）、梅下博文、浅賀孝郎
- 監督 - 湯山邦彦
- キャラクター・デザイン - 只野和子
- チーフ・アニメーター - 一石小百合
- 監督輔佐 - 須藤典彦
- 美術監督 - 金村勝義、松本真奈美
- 色彩設定 - 佐藤和子
- 撮影監督 - 池上元秋
- 音楽 - 長谷川智樹、神津裕之
- 音響監督 - 三間雅文
- 音楽協力 - テレビ東京ミュージック
- アニメーション・プロデューサー - 岩川広司、奥野敏聡、神田修吉
- 広報 - 門司玲子、藤井秀明、杉崎利治
- 編集 - 関一彦、今井剛
- タイトル - マキ・プロ
- 現像 - イマジカ
- 効果 - 高木良行、小山健二（スワラ・プロ）
- 調整 - 蝦名恭範
- スタジオ - KSSスタジオ
- ビデオ編集 - 宗和洋史
- 音響担当 - 飯塚康一
- 制作担当 - 岩見一伸
- 制作デスク - 太田昌二
- アニメーション制作 - ケイエスエス[13]
- 製作 - テレビ東京、NAS

### 主題歌

#### オープニングテーマ
「夢見る愛天使」（第1～27話）
作詞 - 松葉美保 / 作曲 - 岡崎律子 / 編曲 - 岩本正樹 / 歌 - FURIL（氷上恭子、宮村優子、野上ゆかな）
「Wedding Wars〜愛は炎〜」（第28～51話）
作詞 - 佐藤ありす / 作曲 - 斎藤かんじ、大和朗 / 編曲 - 関根安里 / 歌 - 中島えりな

#### エンディングテーマ
「21世紀のジュリエット」（第1～27話）
作詞 - 織田ゆり子 / 作曲 - 工藤崇 / 編曲 - 岩本正樹 / 歌 - FURIL
「ヴァージンラブ」（第28～51話）
作詞 - 佐藤ありす / 作曲 - 斎藤かんじ、大和朗 / 編曲 - 関根安里 / 歌 - FURIL

### 各話リスト
| 話数 | サブタイトル             | 脚本     | 演出     | 絵コンテ     | 作画監督   | 放送日         |
| ---- | ------------------------ | -------- | -------- | ------------ | ---------- | -------------- |
| 1    | 祝! 愛天使誕生           | 富田祐弘 | 須藤典彦 | 湯山邦彦     | 一石小百合 | 1995年 4月5日  |
| 2    | あっぱれ! お色直し       | 富田祐弘 | 勝亦祥視 | 高橋ナオヒト | 深沢幸司   | 4月12日        |
| 3    | ねらわれた花嫁           | 寺田憲史 | 浅田裕二 | 浅田裕二     | 藤田まり子 | 4月19日        |
| 4    | エンジェルリリィ誕生     | 園田英樹 | 勝亦祥視 | 広田正志     | 広田正志   | 4月26日        |
| 5    | 3人目の愛天使            | 大橋志吉 | 岡尾貴洋 | 岡尾貴洋     | 内野明雄   | 5月3日         |
| 6    | じゃ魔ピーの逆襲         | 寺田憲史 | 勝亦祥視 | 高橋ナオヒト | 深沢幸司   | 5月10日        |
| 7    | 食べすぎにご用心         | 富田祐弘 | 須藤典彦 | 須藤典彦     | 藤田まり子 | 5月17日        |
| 8    | パジャ魔と眠り姫         | 大橋志吉 | 勝亦祥視 | 土蛇我現     | 安藤信悦   | 5月24日        |
| 9    | 奪われたサムシングフォー | 富田祐弘 | 浅田裕二 | 浅田裕二     | 藤田まり子 | 5月31日        |
| 10   | お見事! 友情お色直し     | 寺田憲史 | 勝亦祥視 | 高橋ナオヒト | 広田正志   | 6月7日         |
| 11   | 時をかけるひなぎく       | 大橋志吉 | 仙北實   | 村田和也     | 仙北實     | 6月14日        |
| 12   | 美人悪魔の恋占い         | 園田英樹 | 鈴木敏明 | 鈴木敏明     | 望月謙     | 6月21日        |
| 13   | 勝負! 悪魔のPK戦         | 園田英樹 | 矢吹勉   | 矢吹勉       | 渡辺真由美 | 6月28日        |
| 14   | 奪われた愛の指輪         | 園田英樹 | 勝亦祥視 | 広田正志     | 広田正志   | 7月5日         |
| 15   | 潜入! 悪魔の森           | 大橋志吉 | 岡尾貴洋 | 岡尾貴洋     | 内野明雄   | 7月12日        |
| 16   | 悪魔族の誇り             | 寺田憲史 | 鈴木敏明 | 鈴木敏明     | 前田明寿   | 7月19日        |
| 17   | 聖花園学園の秘密         | 富田祐弘 | 浅田裕二 | 浅田裕二     | 藤田まり子 | 7月26日        |
| 18   | 愛天使、夏休みも戦うわ!  | 園田英樹 | 山田智美 | 高橋ナオヒト | 望月謙     | 8月2日         |
| 19   | 真夏の夜の神秘           | 大橋志吉 | 須藤典彦 | 須藤典彦     | 高崎由利   | 8月9日         |
| 20   | 海辺のペンダント         | 寺田憲史 | 岡尾貴洋 | 岡尾貴洋     | 田中誠輝   | 8月16日        |
| 21   | ピアノよ響け星空に       | 富田祐弘 | 矢吹勉   | 矢吹勉       | 渡辺真由美 | 8月23日        |
| 22   | ねらわれたじゃ魔ピー     | 寺田憲史 | 藤本義孝 | 鈴木敏明     | 高見明男   | 8月30日        |
| 23   | 初キスが奪われる!        | 富田祐弘 | 浅田裕二 | 浅田裕二     | 藤田まり子 | 9月6日         |
| 24   | ドキドキ学園祭           | 大橋志吉 | 岡尾貴洋 | 鈴木吉男     | 内野明雄   | 9月13日        |
| 25   | 悪魔のキスは甘くない     | 園田英樹 | 藤本義孝 | 藤本義孝     | 高見明男   | 9月20日        |
| 26   | いつわりの結婚式         | 富田祐弘 | 須藤典彦 | 須藤典彦     | 志村泉     | 9月27日        |
| 27   | ウソ! 柳葉さまに恋人?    | 大橋志吉 | 栗本宏志 | 大庭秀昭     | 田中誠輝   | 10月4日        |
| 28   | 恋する少女は最強よ!      | 園田英樹 | 山田智美 | 藤本義孝     | 望月謙     | 10月11日       |
| 29   | ハロウィンな魔女         | 寺田憲史 | 浅田裕二 | 浅田裕二     | 藤田まり子 | 10月18日       |
| 30   | グッバイ悪魔さま         | 富田祐弘 | 矢吹勉   | 矢吹勉       | 渡辺真由美 | 10月25日       |
| 31   | 乱入! 恋のライバル       | 大橋志吉 | 藤本義孝 | 藤本義孝     | 山岡信一   | 11月1日        |
| 32   | マフラーに愛を込めて     | 大橋志吉 | 岡尾貴洋 | 鈴木敏明     | 内野明雄   | 11月8日        |
| 33   | 戦場に咲いた恋           | 寺田憲史 | 須藤典彦 | 鈴木敏明     | 志村泉     | 11月15日       |
| 34   | 恋のあやつり人形         | 園田英樹 | 山田智美 | 藤本義孝     | 望月謙     | 11月22日       |
| 35   | 四人目の愛天使           | 富田祐弘 | 浅田裕二 | 浅田裕二     | 藤田まり子 | 11月29日       |
| 36   | 一人ぼっちの愛天使       | 大橋志吉 | 栗本宏志 | 鈴木敏明     | 田中誠輝   | 12月6日        |
| 37   | サルビアの涙             | 寺田憲史 | 藤本義孝 | 藤本義孝     | 山岡信一   | 12月13日       |
| 38   | お別れの熱いキス         | 富田祐弘 | 矢吹勉   | 矢吹勉       | 石辺恵美   | 12月20日       |
| 39   | 先生は悪魔?              | 園田英樹 | 湖山禎崇 | 湖山禎崇     | 平山英嗣   | 12月27日       |
| 40   | 愛が吸われちゃう!        | 園田英樹 | 栗山美秀 | 藤本義孝     | 望月謙     | 1996年 1月10日 |
| 41   | 恋愛ごっこ大スキー       | 大橋志吉 | 須藤典彦 | 鈴木敏明     | 一石小百合 | 1月17日        |
| 42   | ゆりのく・ち・び・る     | 寺田憲史 | 栗本宏志 | 榎本明広     | 田中誠輝   | 1月24日        |
| 43   | レインデビラの真実       | 富田祐弘 | 藤本義孝 | 藤本義孝     | 山岡信一   | 1月31日        |
| 44   | じゃ魔ピーの初恋         | 園田英樹 | 浅田裕二 | 浅田裕二     | 藤田まり子 | 2月7日         |
| 45   | 帰ってきたママ           | 富田祐弘 | 湖山禎崇 | 湖山禎崇     | 平山英嗣   | 2月14日        |
| 46   | 私の恋人は悪魔           | 大橋志吉 | 栗山美秀 | 河口もと     | 望月謙     | 2月21日        |
| 47   | よみがえれ、愛の記憶     | 富田祐弘 | 矢吹勉   | 矢吹勉       | 渡辺真由美 | 2月28日        |
| 48   | 愛すれどせつなく         | 寺田憲史 | 栗本宏志 | 栗本宏志     | 田中誠輝   | 3月6日         |
| 49   | 2人だけの夜              | 寺田憲史 | 藤本義孝 | 藤本義孝     | 山岡信一   | 3月13日        |
| 50   | 離れない心               | 富田祐弘 | 浅田裕二 | 浅田裕二     | 藤田まり子 | 3月20日        |
| 51   | ラスト・ウェディング     | 富田祐弘 | 須藤典彦 | 湯山邦彦     | 一石小百合 | 3月27日        |

 LD-BOX映像特典 
- 第10,526回 ごめんねようすけの巻
  - 次回予告 合体!ウェディングロボ!!（予告のみ）
- 最終回 愛天使戦隊最後の戦い
  - 新番組予告 新・愛天使伝説ウェディング甲子園 第1話 ウェディング番長現わる（予告のみ）[注 3]

### ネット局
放送日時は1995年8月時点のものとする。
| 放送対象地域   | 放送局         | 系列           | 放送時間           | 備考                                  |        |
| -------------- | -------------- | -------------- | ------------------ | ------------------------------------- | ------ |
| 関東広域圏     | テレビ東京     | テレビ東京系列 | 水曜 18:00 - 18:30 | 製作局                                | 製作局 |
| 北海道         | テレビ北海道   | テレビ東京系列 | 水曜 18:00 - 18:30 |                                       |        |
| 愛知県         | テレビ愛知     | テレビ東京系列 | 水曜 18:00 - 18:30 |                                       |        |
| 大阪府         | テレビ大阪     | テレビ東京系列 | 水曜 18:00 - 18:30 |                                       |        |
| 岡山県・香川県 | テレビせとうち | テレビ東京系列 | 水曜 18:00 - 18:30 |                                       |        |
| 福岡県         | TXN九州        | テレビ東京系列 | 水曜 18:00 - 18:30 | 現：TVQ九州放送                       |        |
| 宮城県         | 仙台放送       | フジテレビ系列 | 金曜 16:30 - 17:00 |                                       |        |
| 山形県         | 山形放送       | 日本テレビ系列 | 月曜 16:30 - 17:00 |                                       |        |
| 富山県         | 富山テレビ     | フジテレビ系列 | 水曜 16:30 - 17:00 | 1995年7月5日から1996年7月31日まで放送 |        |
| 石川県         | テレビ金沢     | 日本テレビ系列 | 水曜 17:00 - 17:30 |                                       |        |
| 奈良県         | 奈良テレビ     | 独立局         | 土曜 16:00 - 16:30 |                                       |        |
| 愛媛県         | 南海放送       | 日本テレビ系列 | 水曜 17:00 - 17:30 |                                       |        |

### 原作漫画版との主な相違点
コスチュームの違い
漫画版の連載初期におけるコスチュームやアイテムなどの違い。これらは連載途中より「愛の超天使」としてパワーアップするという理由を用いることで、アニメ版の正式設定に準じるよう随時修正された。
スカーレット（エンジェル・サルビア）の設定
漫画版ではももこたちと同じ聖花園学園中等部の生徒で同級生だが、アニメ版では聖花園学園の生徒ではなく、聖ミハエル学園中等部の生徒でももこたちより1つ年上。
アニメ版ではスカーレットは純粋な天使であるが、漫画版ではゆりやひなぎくと同じく人間に転生した天使となっている。
アニメ版では恋愛のパートナーの存在はない（OVAの『DX』では登場しているが、敵としての登場だったために悲恋で終わり恋愛相手としてのパートナーではない）が、原作漫画版ではきちんと幼馴染として「ディーン・バトラー」なる運命の恋人が登場している。
たくろうの性格
アニメ版では気弱な少年だが、漫画版では自らの優秀さを鼻にかけた嫌みな人間として描かれている。その性質はいずれにおいても、スポーツが出来て明るい柳葉やようすけへのコンプレックスから来るもので、ひなぎくとの関係を修復することで解消されるように設定されている。
アニメ版のたくろうはひなぎくを「ひなこ」と呼ぶが、原作漫画版ではこれがなく「ひなぎく」と呼び捨てになっており、子どもの頃にも「ひなちゃん」と呼んでいる。
愛天使の定義
アニメでは愛天使の定義があやふやで、最悪「天使界の天使」イコール「愛天使」と取られかねないが、漫画版では確固とした言葉で示されている。すなわち「人間界に生まれて人間の血を持ち、父母の愛情や友の愛情に包まれること、そして人間が元来持つ憎しみの力を持ちながらも（これが予防接種におけるワクチンのような働きをする）自らの持つ負の感情に打ち勝つことで、逆に天使族には持ち得ない、より強力な愛の力を自らの内に育むことができる天使」を「伝説の愛天使」と呼ぶとされている。

## 音楽CD
| マキシシングル（8cm） | マキシシングル（8cm） | マキシシングル（8cm）                   | マキシシングル（8cm） | マキシシングル（8cm） | マキシシングル（8cm） | マキシシングル（8cm） |
| 枚                    | 発売日                | タイトル                                | 規格品番              |                       |                       |                       |
| --------------------- | --------------------- | --------------------------------------- | --------------------- | --------------------- | --------------------- | --------------------- |
| 1                     | 1995年5月24日         | 夢見る愛天使                            | KIDA-106              |                       |                       |                       |
| 2                     | 1995年11月22日        | ウェディングピーチ スペシャルCD         | JSDA-29029            |                       |                       |                       |
| 非売品シングル（8cm） |                       |                                         |                       |                       |                       |                       |
| 枚                    | 発行日                | タイトル                                | 規格品番              |                       |                       |                       |
| 1                     | 1996年8月18日         | ウェディングピーチ プレミアムCD         |                       |                       |                       |                       |
| 2                     | 1996年12月21日        | ウェディングピーチ クリスマスCD         |                       |                       |                       |                       |
| サントラアルバム      |                       |                                         |                       |                       |                       |                       |
| 枚                    | 発売日                | タイトル                                | 規格品番              |                       |                       |                       |
| 1                     | 1995年7月21日         | ウェディングピーチ FURIL                | KICA-249              |                       |                       |                       |
| 2                     | 1995年12月22日        | ウェディングピーチ ドリームコレクション | JSCA-29034            |                       |                       |                       |
| 3                     | 1996年7月26日         | Summer Carnival                         | JSCA-29041            |                       |                       |                       |
| サウンドトラック      |                       |                                         |                       |                       |                       |                       |
| 枚                    | 発売日                | タイトル                                | 規格品番              |                       |                       |                       |
| 1                     | 1995年8月23日         | ウェディングピーチ MUSIC BOUQUET 1      | KICA-256              |                       |                       |                       |
| 2                     | 1995年10月13日        | ウェディングピーチ MUSIC BOUQUET 2      | KICA-269              |                       |                       |                       |
| 3                     | 1996年2月23日         | Memories                                | JSCA-29036            |                       |                       |                       |

## 映像ソフト化
- DVD-BOXが発売される以前に、VHS版・LD版がリリースされたが、現在は、全巻廃盤となっている。

ライナーノーツ全巻封入特典・設定など資料映像全収録予定、シリーズ全15巻＋特別編全4巻 / 枚組数 - 1枚
- DVD-BOX 1（MOMOKO BOX） [2000年9月8日発売] KSXA-23904
  - ウェディングピーチ 第1巻（第1話 〜 第4話まで収録 片面1層）[2006年6月23日発売] JDXA-25781
  - ウェディングピーチ 第2巻（第5話 〜 第8話まで収録 片面1層）[2006年6月23日発売] JDXA-25782
  - ウェディングピーチ 第3巻（第9話 〜 第12話まで収録 片面1層）[2006年6月23日発売] JDXA-25783
  - ウェディングピーチ 第4巻（第13話 〜 第16話まで収録 片面1層）[2006年6月23日発売] JDXA-25784
  - ウェディングピーチ 第5巻（第17話 〜 第10562回まで収録 片面1層）[2006年6月23日発売] JDXA-25785
- DVD-BOX 2（HINAGIKU BOX） [2000年11月10日発売] KSXA-23905
  - ウェディングピーチ 第6巻（第18話 〜 第21話まで収録 片面1層）[2006年7月28日発売] JDXA-25786
  - ウェディングピーチ 第7巻（第22話 〜 第25話まで収録 片面1層）[2006年7月28日発売] JDXA-25787
  - ウェディングピーチ 第8巻（第26話 〜 第29話まで収録 片面1層）[2006年7月28日発売] JDXA-25788
  - ウェディングピーチ 第9巻（第30話 〜 第33話まで収録 片面1層）[2006年7月28日発売] JDXA-25789
  - ウェディングピーチ 第10巻（第34話 〜 最終回まで収録 片面1層）[2006年7月28日発売] JDXA-25790
- DVD-BOX 3（YURI BOX）[2001年1月12日発売] KSXA-23906
  - ウェディングピーチ 第11巻（第35話 〜 第38話まで収録 片面2層）[2006年8月25日発売] JDXA-25791
  - ウェディングピーチ 第12巻（第39話 〜 第42話まで収録 片面2層）[2006年8月25日発売] JDXA-25792
  - ウェディングピーチ 第13巻（第43話 〜 第46話まで収録 片面2層）[2006年8月25日発売] JDXA-25793
  - ウェディングピーチ 第14巻（第47話 〜 第50話まで収録 片面2層）[2006年8月25日発売] JDXA-25794
  - ウェディングピーチ 第15巻（第51話まで収録 片面1層）[2006年8月25日発売] JDXA-25795
- DVD-BOX 4（SALVIA BOX）[2001年3月9日発売] KSXA-23907
  - ウェディングピーチDX（OVA全4話まで収録 片面2層）JDXA-25796
  - Winter Dream Rave（片面1層）
  - ウエディングピーチスペシャルビデオ サマーエンジェルin’96〜天使達の夏休み〜（片面1層）
  - ミュージッククリップ ウエディングピーチ フェスティバル（片面1層）

海外英語版（北米正規版）
ウェディングピーチ Season One+Season Two （DVD-BOX 全2巻 / Vol.1-10枚 / リージョン1 NTSC （アメリカ・カナダ向け） / 日本語・英語・英文字幕 / 片面1層）
2022年現在、Blu-ray版はリリースされていない。

## 原作単行本
原作漫画（ちゃお版）は小学館よりフラワーコミックスレーベルで発刊された。海外版から見た場合は、これが原書にあたる。
以降、北米およびドイツなどにて翻訳版が発行されている。なお一部の海外版では、日本での原作単行本では行われなかった谷沢学年誌版（『小学三年生』連載版）の単行本化が行われており、それが海外版において「第7巻」として刊行されているものである。イタリアではStarComics社より翻訳版が出されているが、同社刊行の翻訳版にはISBNは付されておらず、内容も全6巻と日本語版に準じている。

### 小学館版（原書版）
日本発刊の原書。B6版。全て小学館・フラワーコミックスから発売。なお既述の通りアニメ版にある「愛天使伝説」の枕題は、この原書版には存在しない。
『ウェディングピーチ』 谷沢直/富田祐弘（全6巻）
1. 『ウェディングピーチ』（1）1994年9月26日発売、ISBN 978-4-09-136181-3 / ISBN 4-09-136181-1
2. 『ウェディングピーチ』（2）1995年3月25日発売、ISBN 978-4-09-136182-0 / ISBN 4-09-136182-X
3. 『ウェディングピーチ』（3）1995年8月21日発売、ISBN 978-4-09-136183-7 / ISBN 4-09-136183-8
4. 『ウェディングピーチ』（4）1996年1月26日発売、ISBN 978-4-09-136184-4 / ISBN 4-09-136184-6
5. 『ウェディングピーチ』（5）1996年3月26日発売、ISBN 978-4-09-136185-1 / ISBN 4-09-136185-4
6. 『ウェディングピーチ』（6）1996年4月25日発売、ISBN 978-4-09-136186-8 / ISBN 4-09-136186-2

### ビズメディア版
北米翻訳版。ペーパーバック版。全てViz Mediaから発売。
『Wedding Peach』Sukehiro Tomita / Nao Yazawa（全7巻）
1. 『Wedding Peach』（1）ISBN 9781591160762
2. 『Wedding Peach』（2）ISBN 9781591160779
3. 『Wedding Peach』（3）ISBN 9781591161059
4. 『Wedding Peach』（4）ISBN 9781591161325
5. 『Wedding Peach』（5）ISBN 9781591162575
6. 『Wedding Peach』（6）ISBN 9781591163237
7. 『Wedding Peach - Young Love』（7）ISBN 9781591164500

### Egmont版
ドイツ翻訳版。ペーパーバック版。全てEgmont Manga & Anime GmbH社より発売。
『Wedding Peach』Sukehiro Tomita / Nao Yazawa（全7巻）
1. 『Wedding Peach 01. Der Engel der Liebe wird geboren.』ISBN 9783898853019
2. 『Wedding Peach 02. Die zauberhaften Vier.』ISBN 9783893434770
3. 『Wedding Peach 03. Das Tor zur Daemonenwelt.』ISBN 9783898853033
4. 『Wedding Peach 04. Ein neuer Freund.』ISBN 9783893434794
5. 『Wedding Peach 05. Der vierte Liebesengel.』ISBN 9783898853057
6. 『Wedding Peach 06. Last Wedding.』ISBN 9783898853064
7. 『Wedding Peach 07. Flitterwochen.』ISBN 9783898853071

### Ivrea版
スペイン翻訳版。ペーパーバック版。全てEditorial Ivrea社より発売。
『Wedding Peach』Sukehiro Tomita / Nao Yazawa（全6巻）
1. 『Wedding Peach』（1）ISBN 9789875624238
2. 『Wedding Peach』（2）ISBN 9789875624443
3. 『Wedding Peach』（3）ISBN 9789875624993
4. 『Wedding Peach』（4）ISBN 9789875625419
5. 『Wedding Peach』（5）ISBN 9789875625822
6. 『Wedding Peach』（6）ISBN 9789875626195

## その他の書籍

### コミカライズ
- 『てんとう虫コミックススペシャル 愛天使伝説ウェディングピーチ 愛天使誕生編』（小学館、1995年8月25日初版第1刷発行）ISBN 4-09-149221-5
  - 原作／富田祐弘、まんが／たちばな真未、企画・原案／テンユウ（既刊1巻）

### アニメ版漫画
全て小学館・フラワーコミックスから発売。
- 『愛天使伝説ウェディングピーチ』アニメ版カラー漫画単行本（全7巻）

1. 『ウェディングピーチ』（1）ISBN 9784091357519
2. 『ウェディングピーチ』（2）ISBN 9784091357526
3. 『ウェディングピーチ』（3）ISBN 9784091357533
4. 『ウェディングピーチ』（4）ISBN 9784091357540
5. 『ウェディングピーチ』（5）ISBN 9784091357557
6. 『ウェディングピーチ』（6）ISBN 9784091357564
7. 『ウェディングピーチ』（7）ISBN 9784091357571

### テレビ絵本
全て小学館から発売。
- 『愛天使伝説ウェディングピーチ』小学館のテレビ絵本シリーズ（単行本全8巻）

1. 『ウェディングピーチ』（1）ISBN 9784091143013
2. 『ウェディングピーチ』（2）ISBN 9784091143020
3. 『ウェディングピーチ』（3）ISBN 9784091143037
4. 『ウェディングピーチ』（4）ISBN 9784091143044
5. 『ウェディングピーチ』（5）ISBN 9784091143051
6. 『ウェディングピーチ』（6）ISBN 9784091143068
7. 『ウェディングピーチ』（7）ISBN 9784091143075
8. 『ウェディングピーチ』（8）ISBN 9784091143082

### アニメムック
- 『This is ANIMATION ウェディングピーチ』（小学館、1995年12月1日第1刷発行）ISBN 4-09-101585-9

### 設定資料集
- 『THIS IS ANIMATION Ciào ウェディングピーチ シークレットファイル』（小学館、1996年3月1日第1刷発行）ISBN 4-09-101586-7

### 幼年向け玩具本
- 『ウェディングピーチ おしゃれパズルブック「プリュイとのたたかい」のまき』（小学館、1995年10月10日初版第1刷発行） ISBN 4-09-253252-0
- 『ウェディングピーチ まるごときせかえブック』（小学館） ISBN 4-09-110811-3

## ソフトウェア

### ゲームソフト
- 『ウェディングピーチ』
  - 1995年9月29日にケイエスエスから発売。対応機種 - スーパーファミコン。
- 『ウェディングピーチ 〜じゃ魔ピーパニック〜』
  - 1995年12月8日にケイエスエスから発売。対応機種 - ゲームボーイ。
- 『ウェディングピーチ』
  - 1996年3月15日にケイエスエスから発売。対応機種 - PC-98VX。
- 『ウェディングピーチ ドキドキお色直し』
  - 1996年9月27日にケイエスエスから発売。対応機種 - プレイステーション。

### PC用ソフトウェア
- 『ウェディングピーチ スクリーンセイバー for Windows』

## 関連作品
2021年6月からは本作品の流れをくむ小説作品として『愛天使世紀ウェディングアップル』が小説配信サービス「タップノベル」で配信されている。これは本作品で原作・脚本を手がけた富田が、本作品から四半世紀以上経ち、世の中の結婚観が変わったことから、もう一度結婚をテーマに作品を作れないかと着想、これをタップノベルを運営するTypeBeeGroup代表の遠藤彰二に話したことから企画が始まっている。富田をシリーズ構成に据え、若手の脚本家との6人の執筆チームが分担して制作している。